# Porsche Boxster

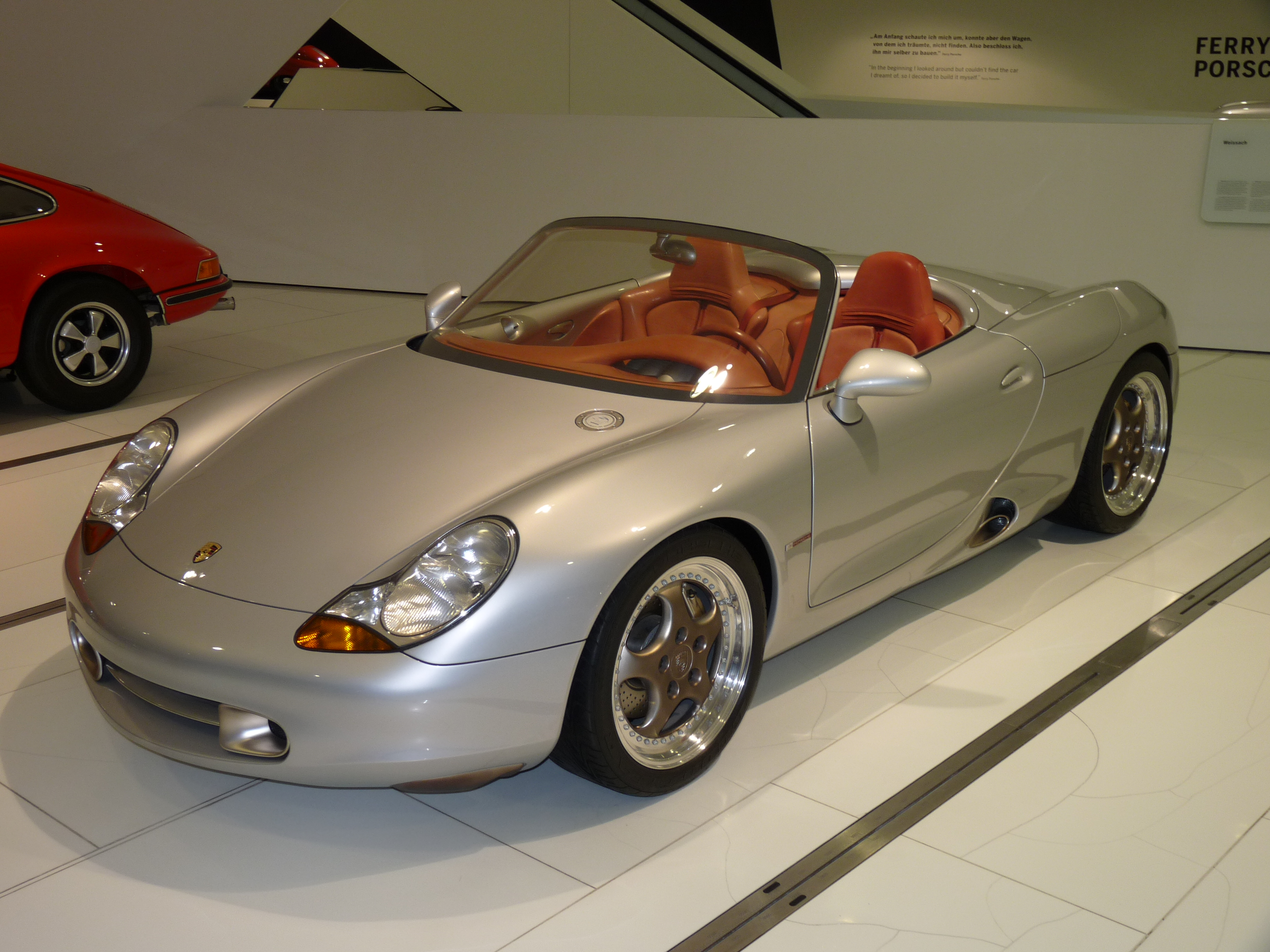
Die Studie Boxster Concept, die 1993 zum ersten Mal gezeigt wurde. Hier als Exponat im neuen Porsche-Museum.

Der Porsche Boxster ist ein Roadster von Porsche mit einem Boxermotor in Mittelmotor-Anordnung. Der Prototyp wurde Anfang 1993 auf der Detroit Motor Show präsentiert. Die Markteinführung der ersten Generation in Deutschland war im August 1996. Ab 2005 wurde zusätzlich das auf dem Boxster der zweiten Generation (Typ 987) basierende Coupé Porsche Cayman angeboten. Seit 2016 werden beide Karosserievarianten als ein Modell 718 vermarktet mit dem jeweiligen bisherigen Namen als Zusatz: Porsche 718 Boxster bzw. Porsche 718 Cayman.
Seit 2012 ist die dritte (Typ 981), seit 2016 die vierte (Typ 982) Generation auf dem Markt. Aufgrund der hohen Nachfrage nach der dritten Generation wurde am 19. September 2012 die Produktion neben dem Stammwerk in Stuttgart-Zuffenhausen zusätzlich im ehemaligen Karmann-Werk in Osnabrück, dem heutigen Volkswagen Osnabrück aufgenommen.

## Modellgeschichte
Anfang der 1990er-Jahre geriet Porsche in eine Absatz- und Ertragskrise. In diese Zeit und in den vom Mazda MX-5 gestarteten Roadster-Boom hinein fiel die Entscheidung über die Entwicklung eines Mittelmotor-Roadsters. Das Ergebnis dieser Entwicklungsarbeit war der Porsche Boxster, dessen Name ein Kunstwort aus den Worten Boxer(-Motor) und Roadster darstellt.

## Boxster (Typ 986)

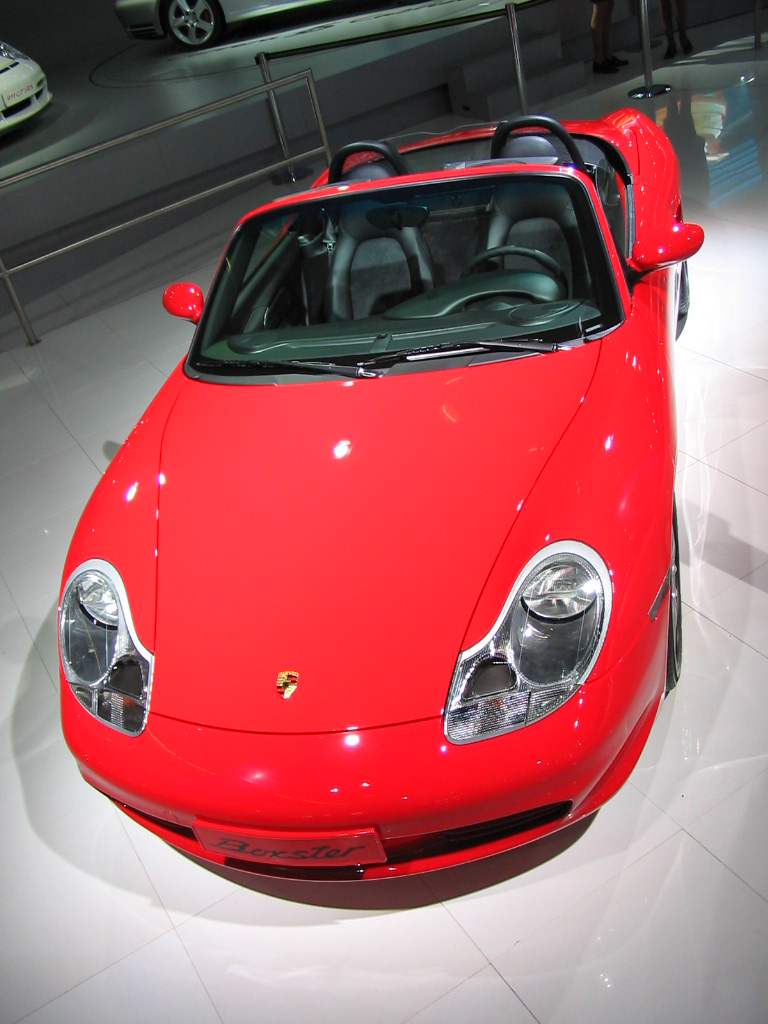
Porsche Boxster des Modelljahres 2004 auf der IAA 2003, mit den zur Modellpflege überarbeiteten „Spiegelei“-Scheinwerfern

Der erste Porsche Boxster (interner Code 986) erschien 1996 (V-Programm) mit einem wassergekühlten 2,5-Liter-Sechszylinder-Motor mit 150 kW (204 PS) und galt als Nachfolger des Klassikers Porsche 550 „Spyder“ aus den 1950er-Jahren. Er enthielt sehr viele Komponenten des ein Jahr später erscheinenden Porsche 911 (Modell 996), was Porsche zunächst wegen mangelnder Differenzierung viel Kritik einbrachte. Mit einem Einstiegspreis von 76.500 DM (ca. 39.100 Euro) lockte er neue Kunden zur Marke und startete die Boomjahre Porsches Mitte/Ende der 1990er-Jahre.

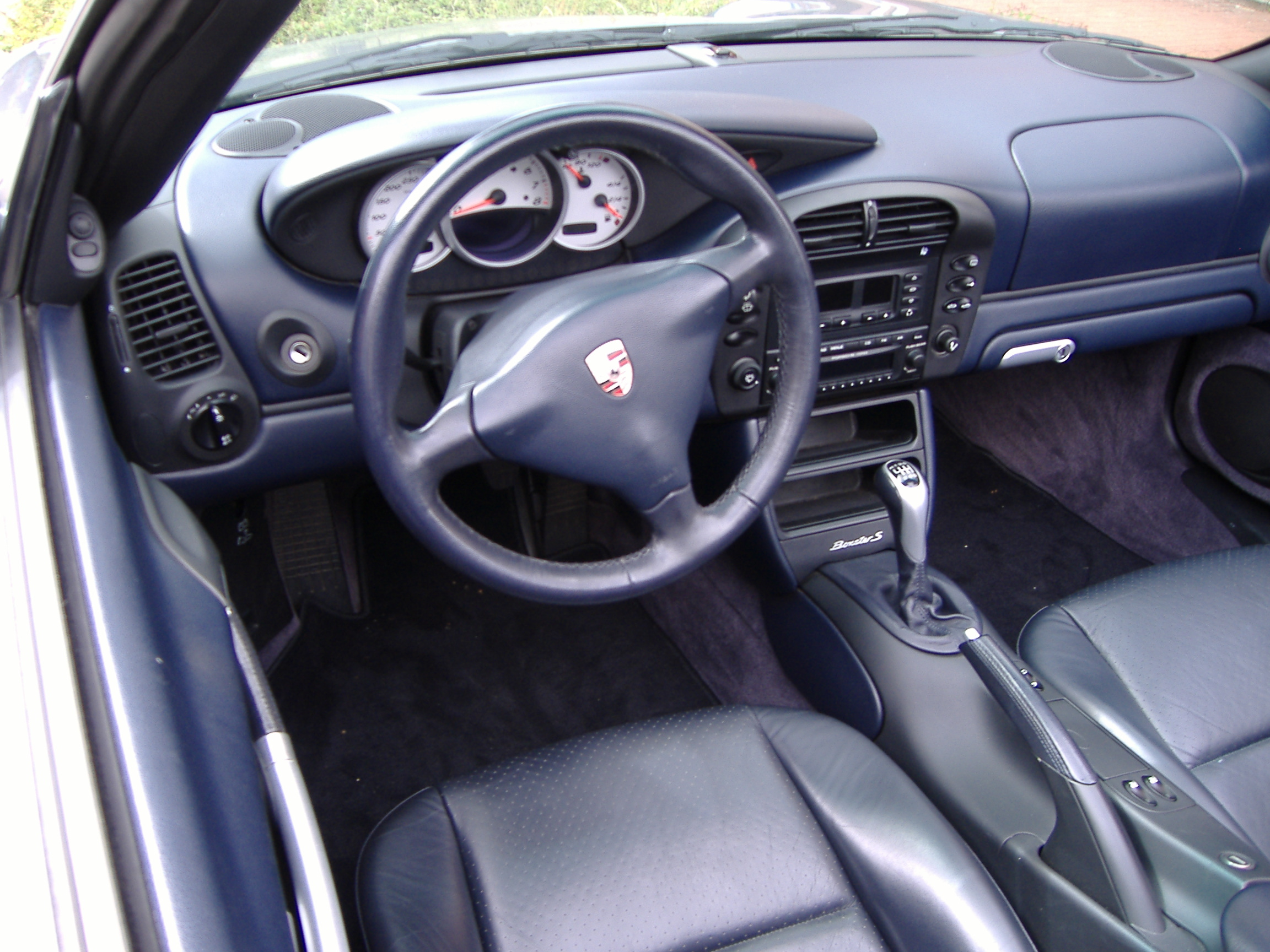
Cockpitansicht Boxster 986 S

Was den Boxster bei seinem Erscheinen von seinen Konkurrenten unterschied, war das relativ große Platzangebot. Dank seines Mittelmotorkonzepts hat er vorne und hinten je einen Kofferraum. Das serienmäßig elektrisch betätigte Verdeck findet in einem Verdeckkasten über dem Motor Platz; anfangs ließ es sich nur im Stillstand öffnen und schließen. Kritik gab es für die gewöhnungsbedürftige Optik der Leuchteinheiten, die schnell den Spottnamen Spiegeleier-Leuchten bekamen.
1997 wurde ein Teil der Boxster-Produktion an das finnische Unternehmen Valmet Automotive mit Sitz in Uusikaupunki ausgelagert. Im Geschäftsjahr 2000/2001 (31. Jan.) wurden von zusammen 28.457 Boxster- und Boxster-S-Modellen 23.294 Wagen in Uusikaupunki produziert. Der Vertrag mit Valmet lief zunächst bis 2004 und wurde danach bis 2008 mit einer Option auf eine erweiterte Partnerschaft bis zum Jahr 2011 verlängert. 109.213 Boxster der ersten Generation wurden von 1997 bis 2004 in Finnland produziert. Anhand der Fahrgestellnummer sind die Produktionsorte der Fahrzeuge erkennbar: Ein U (Uusikaupunki) oder S (Stuttgart) vor der folgenden sechsstelligen Nummer zeigt die finnische oder deutsche Herkunft.
Im Jahr 2000 erhielt der Einstiegs-Boxster einen auf 2,7 Liter vergrößerten Motor, der nun 162 kW (220 PS) leistete.
Weiterhin wurde die Baureihe um den Boxster S mit einem 3,2-Liter-Motor mit 185 kW (252 PS) ergänzt, die den Boxster von 0 auf 100 km/h in 5,9 Sekunden beschleunigen ließ. 2002 erfuhr der Boxster 986 ein letztes Facelift. Unter anderem wurden die sog. Spiegeleier-Leuchten in Klarglas ausgeführt, die Lufteinlässe an der Front modifiziert und die Rückleuchten grau statt gelb gefärbt. 2003 erfolgte eine Leistungssteigerung dank neuer Motronic und VarioCam: Der Boxster leistete in Deutschland nun 168 kW (228 PS), der Boxster S 191 kW (260 PS).
Im Modelljahr 2004 gab es das Jubiläums-Sondermodell „50 Jahre 550 Spyder“, das auf 1953 Stück limitiert war, von denen 372 Fahrzeuge auf den deutschen Markt kamen. Das Jubiläums-Modell wurde ausschließlich in der für den Carrera GT entwickelten Farbe GT-silbermetallic ausgeliefert, den Innenraum dominiert Leder in der neuen Farbe Cocoa, die auch das Verdeck trägt. Als Alternative konnte anthrazitfarbenes Leder und ein schwarzes Verdeck gewählt werden. Mit zum Teil schon 987-Technik leistet das Jubiläumsmodell 195 kW (266 PS) und wird mit einer gesteigerten Höchstgeschwindigkeit von 266 km/h angegeben. Der Grundpreis des bereits mit umfangreichen Extras ausgestatteten Sondermodells belief sich auf 59.192 Euro.
|  |  |

### Außenlackierungen
Neben Unilacken gab es eine Reihe verschiedener Metalliclackierungen.
Uni:
| schwarz (1996–2004) | indischrot (1996–2004) | gletscherweiß (1996–1998) | pastellgelb (1996–1999) | speedgelb (1996–2004) |

Metallic:
| schwarz (1996–2002)       | ozeanblau (1996–2000) | arktissilber (1996–2004) | arenarot (1996–2000)  | zenithblau (1996–2000) |
| basaltschwarz (2002–2004) | nachtblau (1996–2004) | schiefer (2002–2004)     | atlasgrau (2002–2004) |                        |

Metallicperleffect:
| lapisblau (2001–2004) | sealgrau (2001–2004) | dschungelgrün (2000–2002) | ozeanjade (1996–1998) |

Metallic-Sonderfarbe:
| GT-silber (2004) |

Das Boxster-Sondermodell „50 Jahre 550 Spyder“ wurde ausschließlich in der Farbe GT-silbermetallic angeboten.

## Boxster (Typ 987)
Der Nachfolger des 986 wurde am 27. November 2004 eingeführt. Dieser Boxster (interner Code 987) entspricht äußerlich nahezu dem Vorgängermodell. Die wegen ihrer Form beim Vorgängermodell oft kritisierten Scheinwerfer waren allerdings neu gestaltet und dem 911 angeglichen worden. Dadurch wirkt der Wagen kraftvoller und harmoniert in seinem Erscheinungsbild mehr mit dem größeren Porsche-Modell. Der Innenraum mit einem neuen Lenkrad, einer geänderten Mittelkonsole und anderen Türverkleidungen wurde ebenfalls überarbeitet. Das elektrische Verdeck lässt sich nun bei Geschwindigkeiten bis zu 50 km/h öffnen und schließen. Für beide Boxster-Modelle ist ein Sport-Design-Paket erhältlich.
Traditionsgemäß hatte das neue Modell in seiner Leistung zugelegt und bot bei der Markteinführung 176 kW (240 PS) bzw. 206 kW (280 PS) beim Boxster S.
Zum Modelljahr 2007 (ab Mitte 2006) wurden die leistungsstärkeren Motoren mit 180 kW (245 PS) bzw. 217 kW (295 PS) des Cayman/Cayman S auch in den Boxster/Boxster S übernommen. Im selben Jahr erschien das auf 1960 Exemplare limitierte Sondermodell „RS 60 Spyder“, dessen Design an den bei Bergrennen sehr erfolgreichen Rennwagen 718 RS 60 Spyder erinnerte. Der Boxster RS 60 Spyder hat den 3,4-Liter-Sechszylinder des Boxster S. Eine modifizierte Abgasführung, bestehend aus einer Sportabgasanlage in Verbindung mit einem Doppelendrohr, steigert die Leistung auf 223 kW (303 PS). Die Höchstgeschwindigkeit liegt bei 274 km/h und den Sprint von 0–100 km/h schafft er in 5,4 Sekunden. Die größten Veränderungen gibt es jedoch im Cockpit, Carrera-rotes Leder, Edelstahl-Einstiegsblenden, ein neuer Schalthebel, "RS 60 Spyder"-Prägungen an den Mittelbahnen der Sportsitze und den Türtafelspiegeln sowie auf Lenkradkranz und Handbremshebel und neugestaltete Kombi-Anzeigen. Das ebenfalls serienmäßige Porsche Active Suspension Management (PASM), ein elektronisches System zur Verstellung der Stoßdämpfer, sorgt für ein sportliches wie komfortables Fahrverhalten.
Das Modelljahr 2009 (ab Februar 2009) zeichnet sich durch neue Motoren mit einer elektronisch bedarfsgeregelten Ölpumpe, etwas größerem Hubraum und mehr Leistung aus; auch das schwächere Modell besitzt vorn die größeren Bremsscheiben des Boxster S, wobei allerdings nur der Boxster S jetzt wie der 911 durch einen Motor mit Benzindirekteinspritzung angetrieben wird. Der Boxster S hat 4 mm stärkere Bremsscheiben hinten und rote Bremssättel anstatt schwarzer. Das 7-Gang-Porsche-Doppelkupplungsgetriebe (PDK), das bereits seit Juli 2008 im Modell 911 angeboten wird, ersetzt die vorher angebotene 5-Gang-Tiptronic.
Der Boxster Spyder wurde erstmals auf der LA Auto Show im Dezember 2009 gezeigt. Er ist eine Anlehnung an den legendären Porsche 550 Spyder von 1955. Der Spyder hat einen 3,4-Liter-Sechszylinder mit 235 kW (320 PS) und beschleunigt mit Schaltgetriebe in 5,1 Sekunden auf Tempo 100. Er ist mit 1275 kg Leergewicht das leichteste Modell der Marke und die Höchstgeschwindigkeit des Spyder beträgt 267 km/h. Statt eines elektrischen Verdecks gibt es ein manuell zu montierendes 2-teiliges Verdeck, das der Spyder unter einer langen Haube mit zwei Hutzen verstaut. Weitere Änderungen zum normalen Boxster sind ein niedrigerer Schwerpunkt, diverse Veränderungen zur Senkung des Gewichts (wie z. B. bis hin zu einfachen Schlaufen anstelle von Griffen in den Türen) und ein komplett neues Sportfahrwerk. Der Boxster Spyder wurde bis 2011 1667 Mal gebaut.

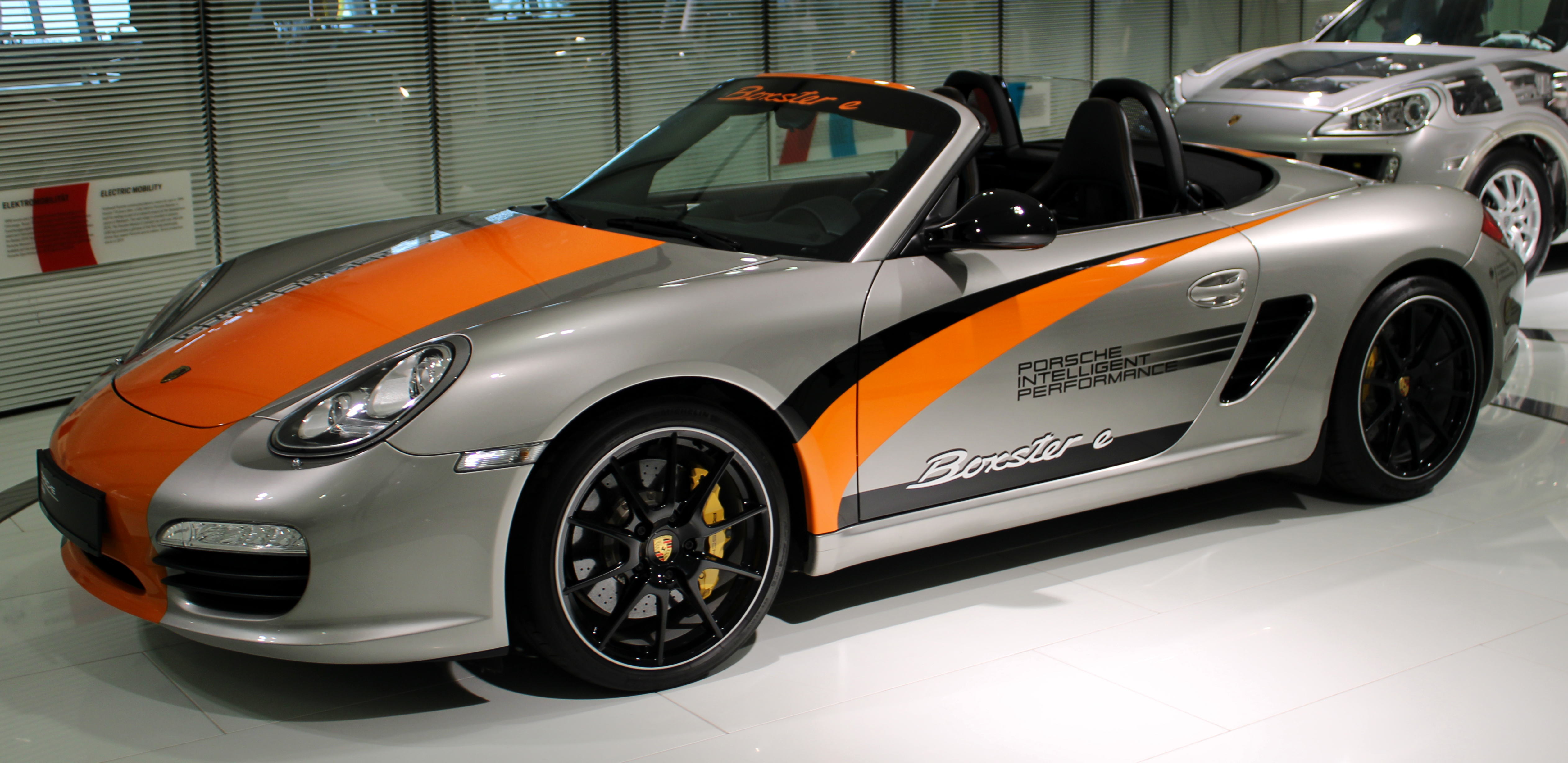
Konzeptfahrzeug „Boxster E“ (2011)

Seit Beginn des Jahres 2011 testete Porsche im Rahmen des Projekts „Modellregion Elektromobilität Region Stuttgart“ insgesamt drei Forschungsfahrzeuge auf Basis des Boxster mit rein elektrischem Antrieb („Boxster E“).

### Außenlackierungen
Neben vier aufpreisfreien Unilacken gibt es eine Reihe verschiedener, optionaler Metalliclackierungen.
Serie:
| schwarz (2004–2012) | indischrot (2004–2012) | carraraweiß (2004–2012) | speedgelb (2004–2012) |

Metallic:
| basaltschwarz (2004–2012) | aquablau (2004–2012) | platinsilber (2004–2012) | macadamia (2004–2012) | meteorgrau (2004–2012) | dunkelblau (2004–2012) |

Metallic-Sonderfarbe:
| GT-silber (2004–2012) | Porsche racinggreen (2004–2012) | cremeweiß (2004–2012) | rubinrot (2004–2012) | amethyst (2004–2012) |

Der Boxster Spyder wird nur in den Farben schwarz, indischrot, carraraweiß, basaltschwarzmetallic, aquablaumetallic, platinsilbermetallic und cremeweiß angeboten.

### Bilder

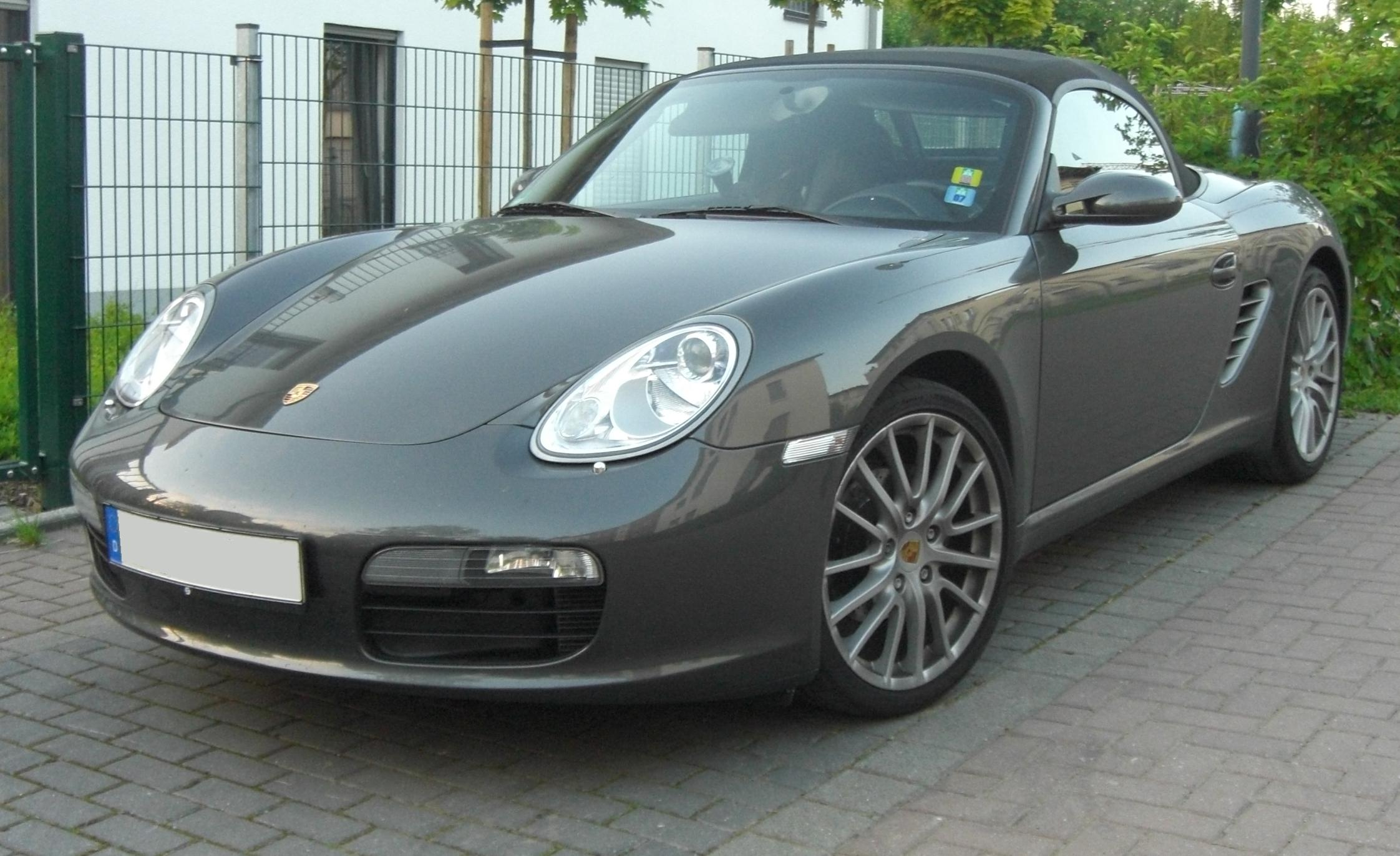
Boxster Typ 987 (2004–2009)
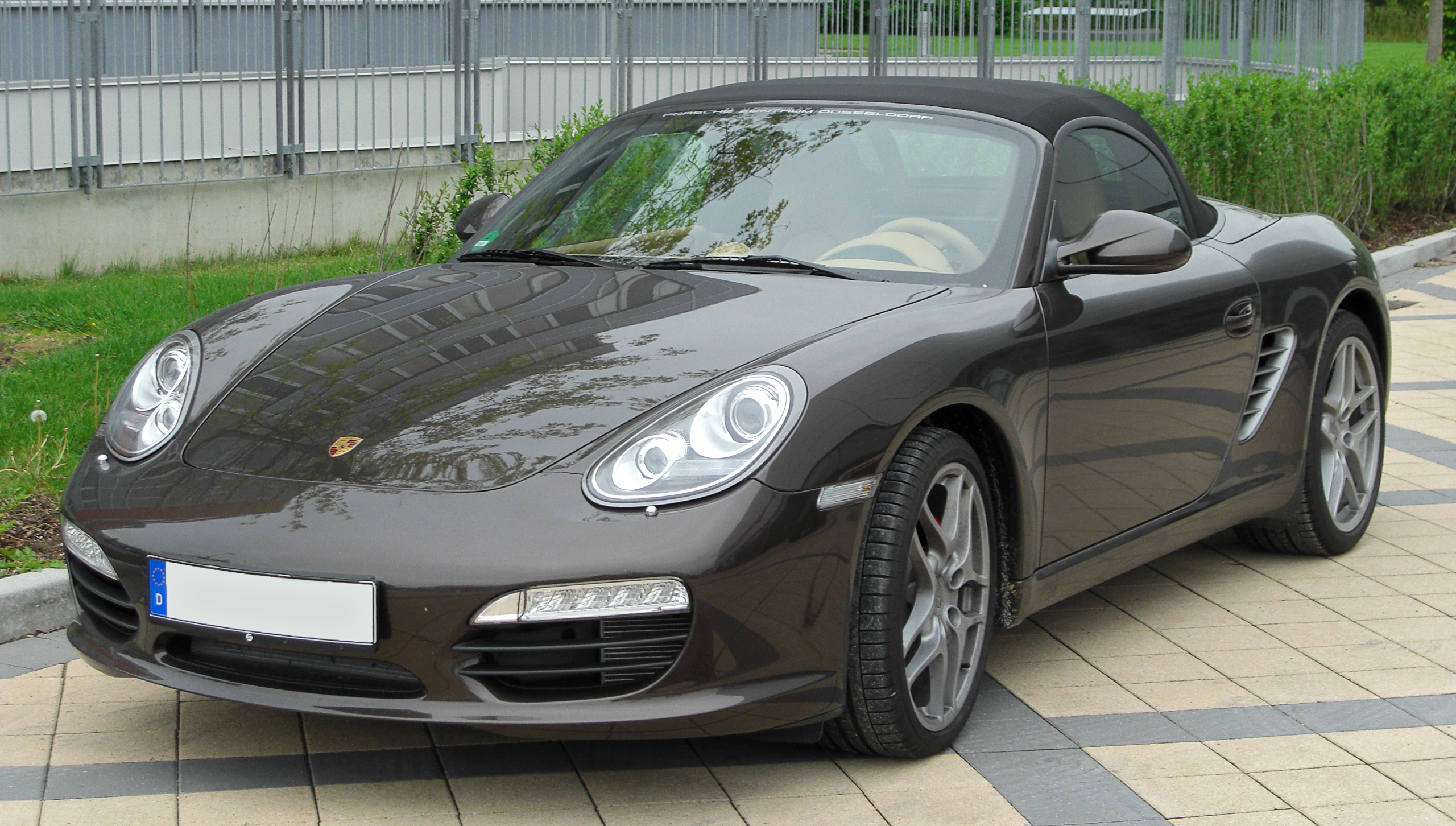
Boxster Typ 987 (2009–2012)
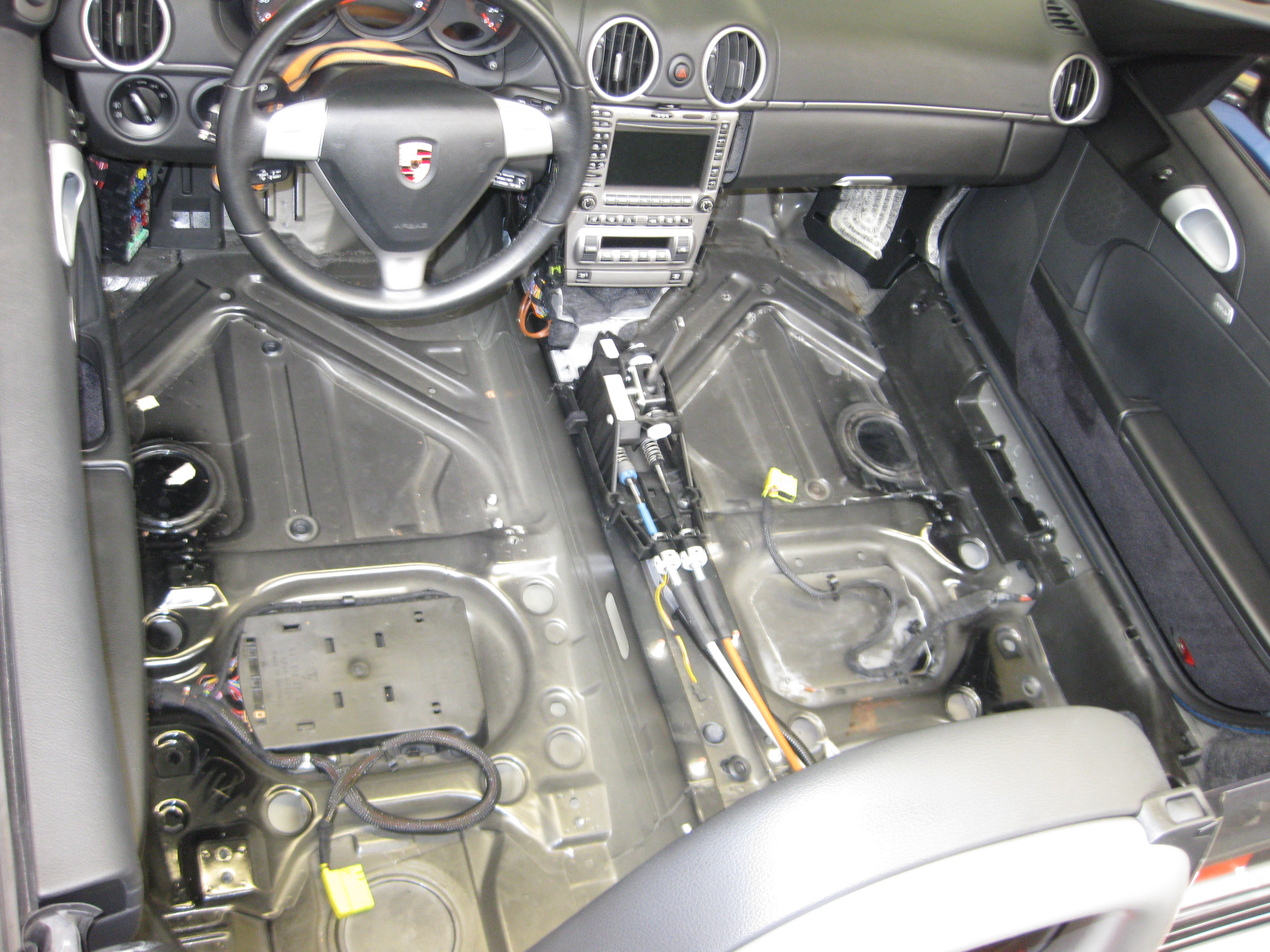
Boxster 987 "Innenleben"
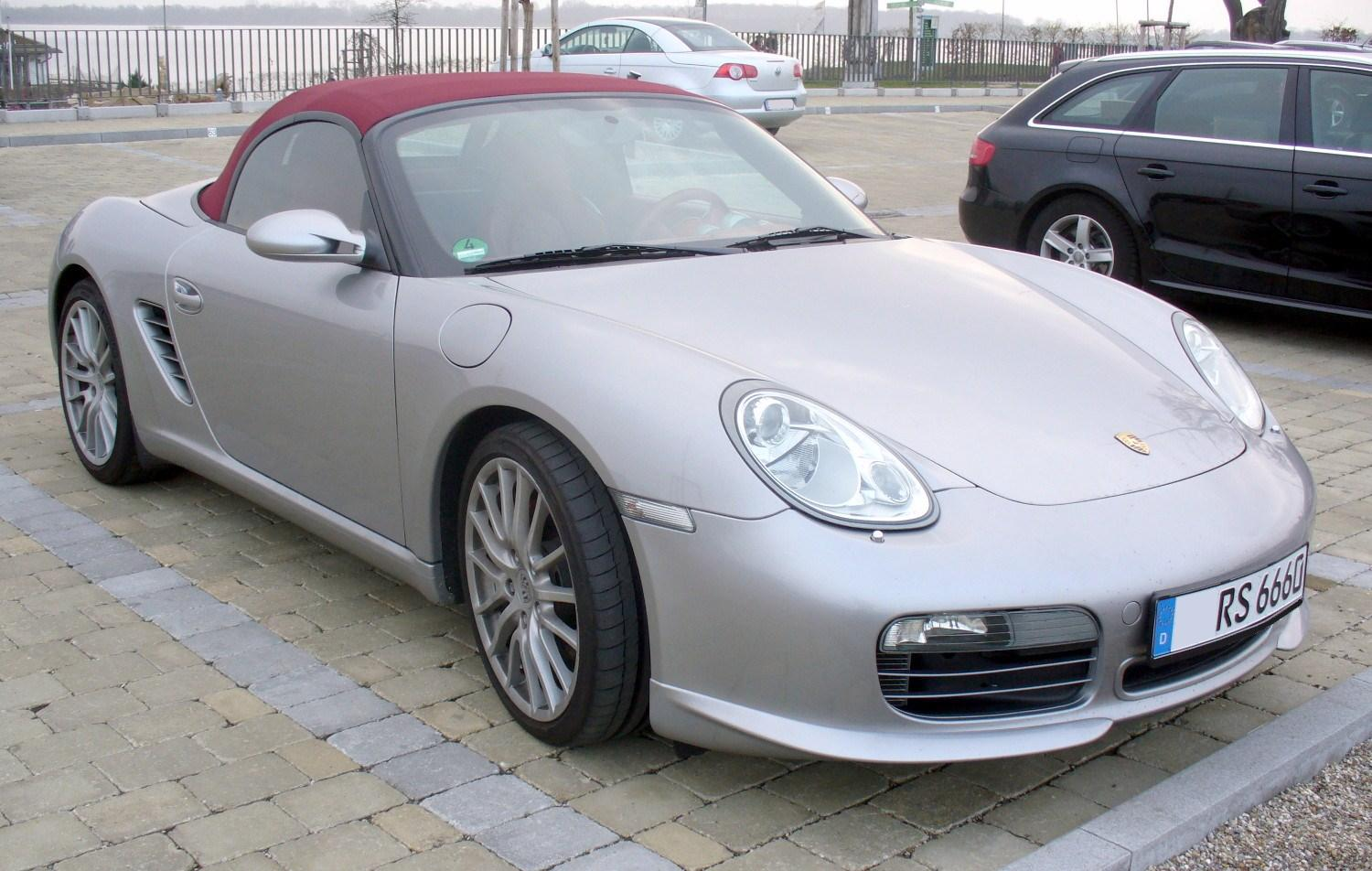
Das auf 1960 Exemplare limitierte Sondermodell „RS 60 Spyder“
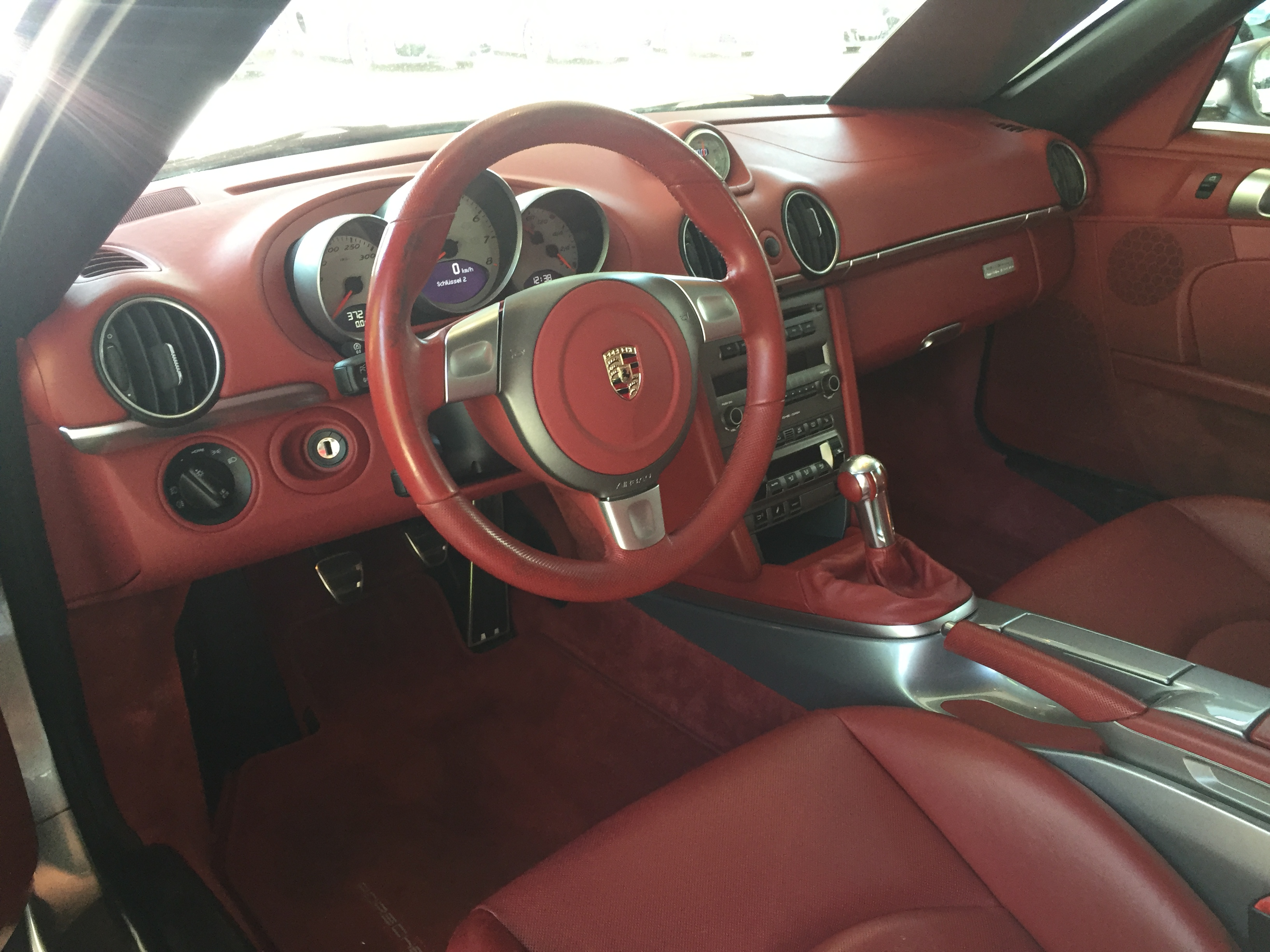
Blick in das carrera-rote Cockpit
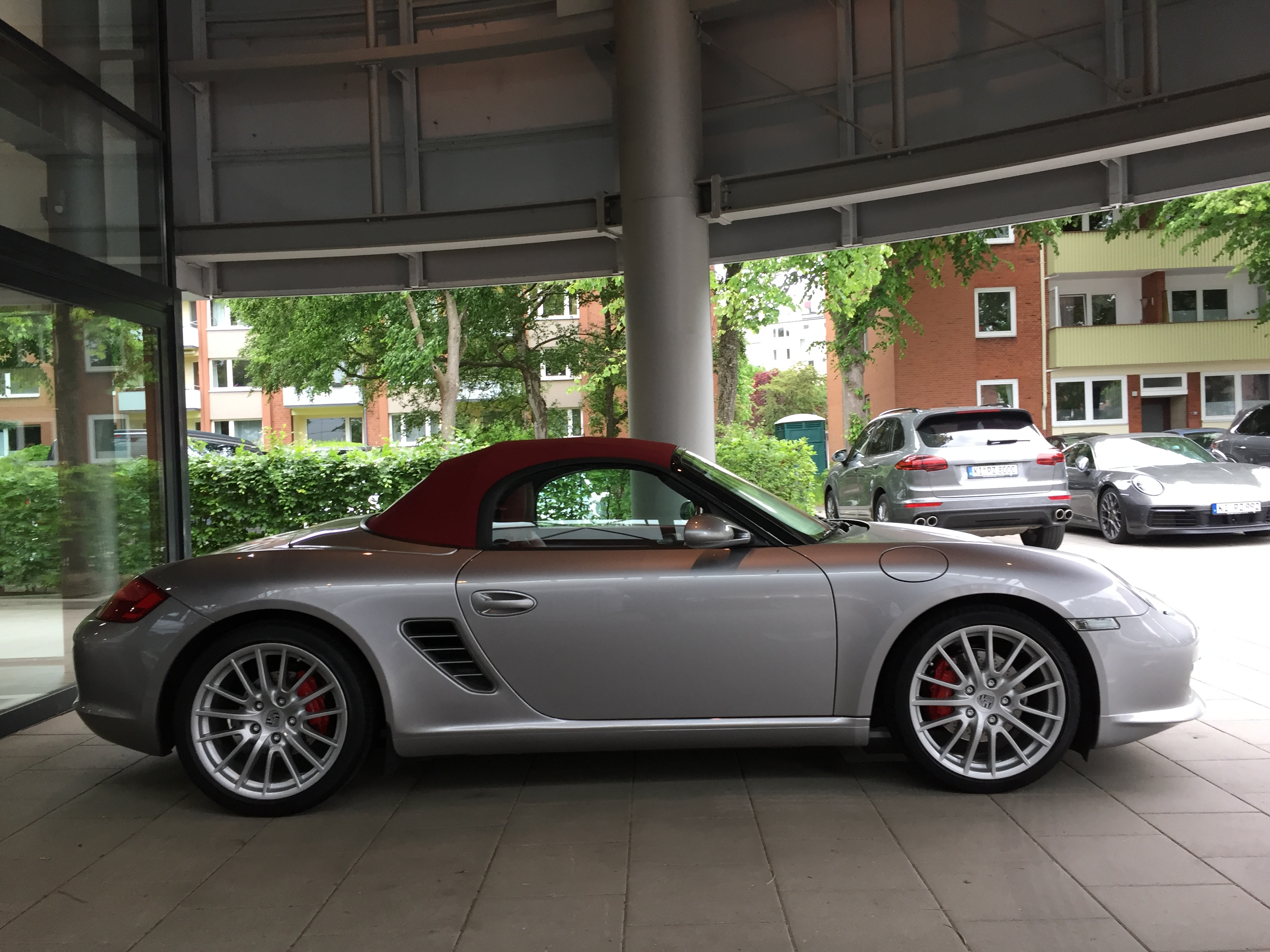
Seitenansicht „RS 60 Spyder“ (2008)
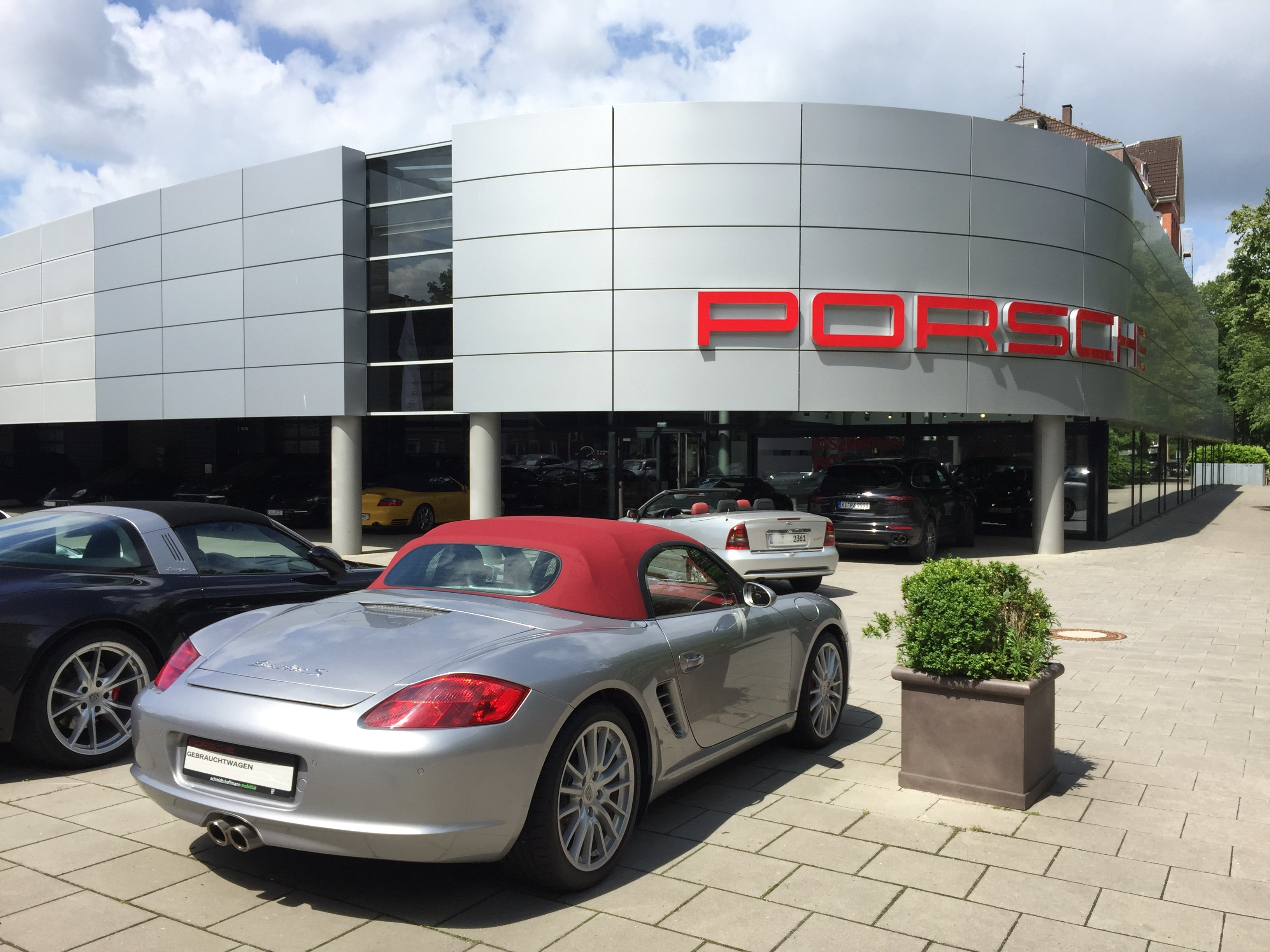
Heckansicht des „RS 60 Spyder“
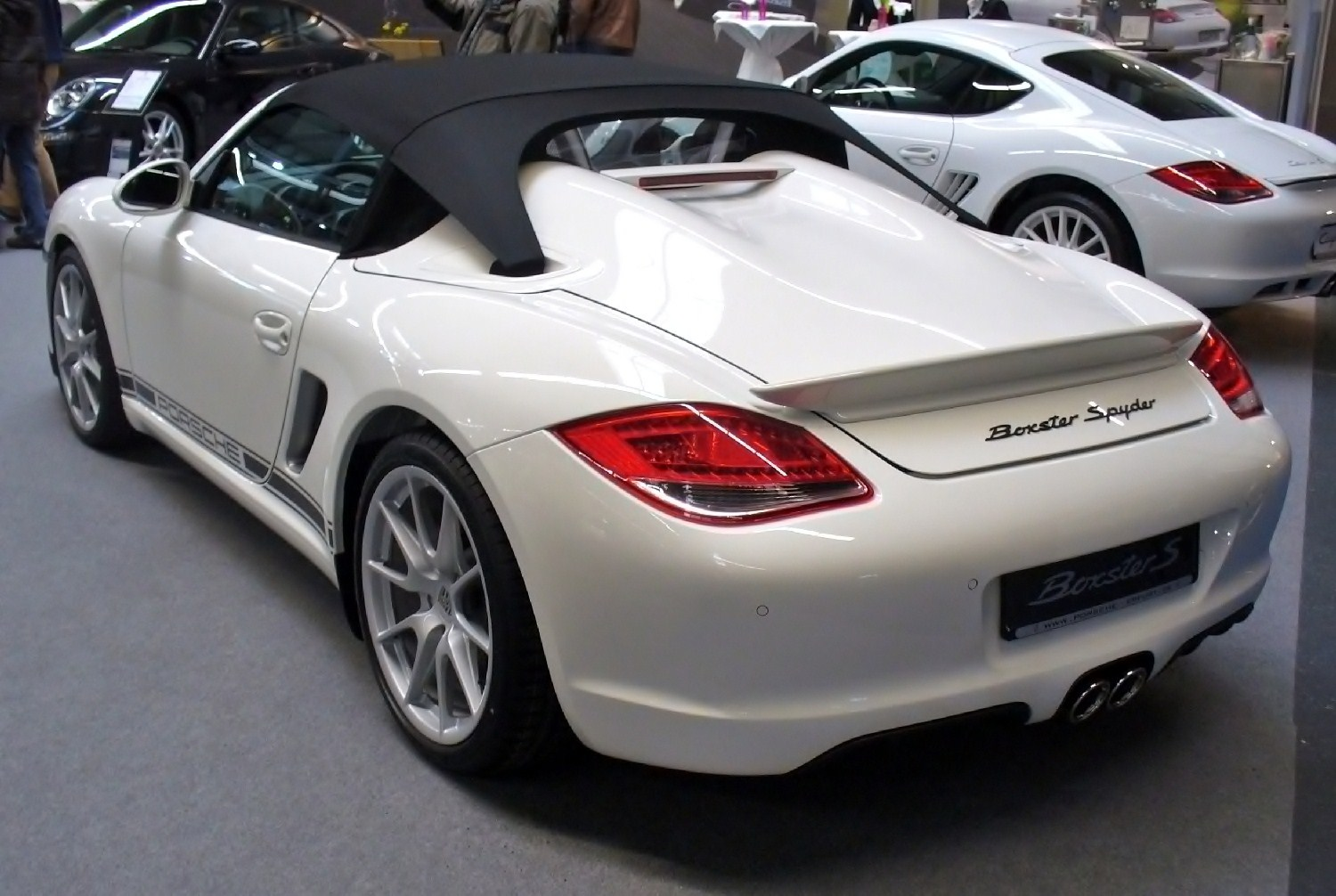
Heckansicht des Spyder (2009–2012)
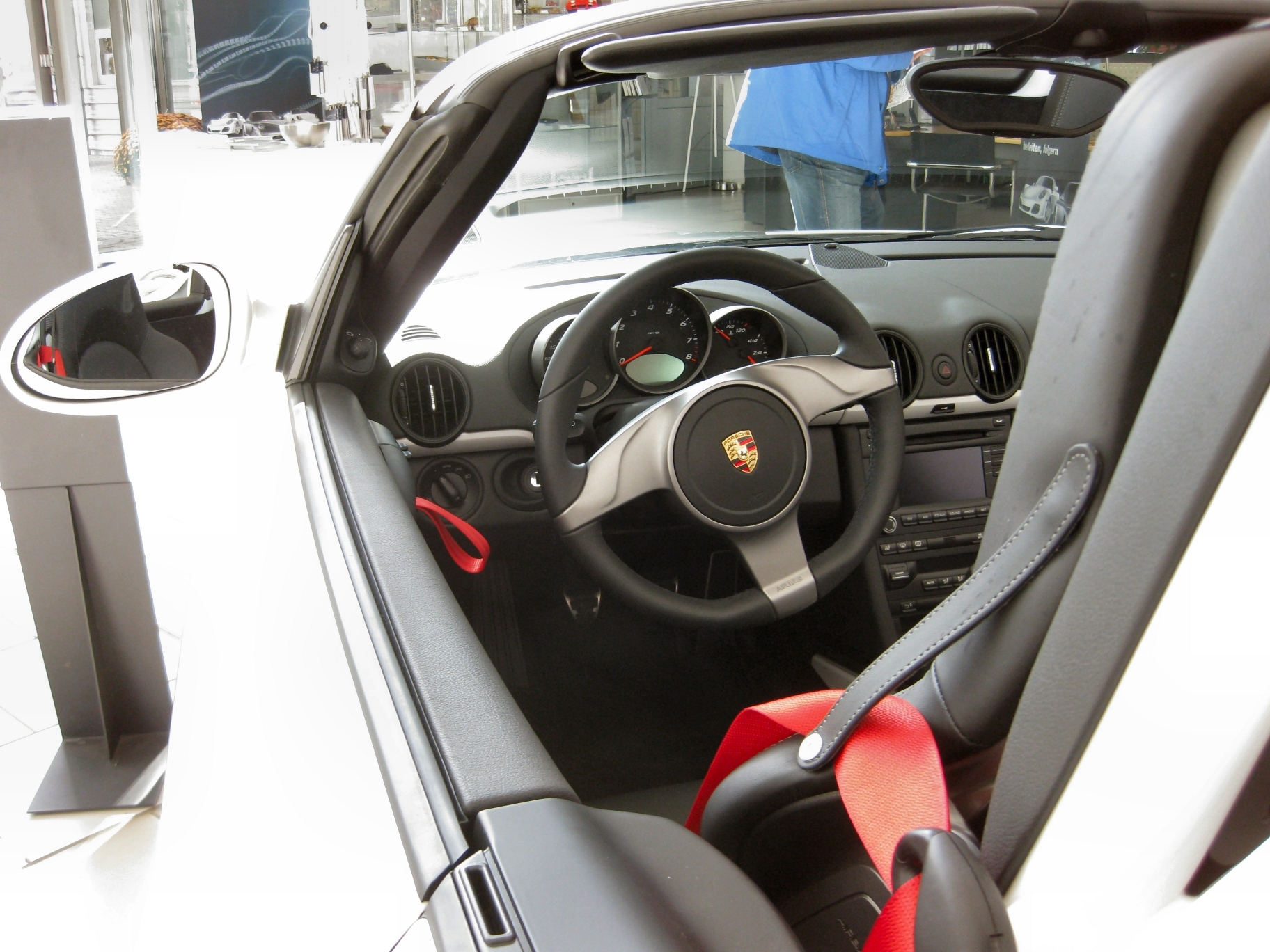
Cockpit des Spyder
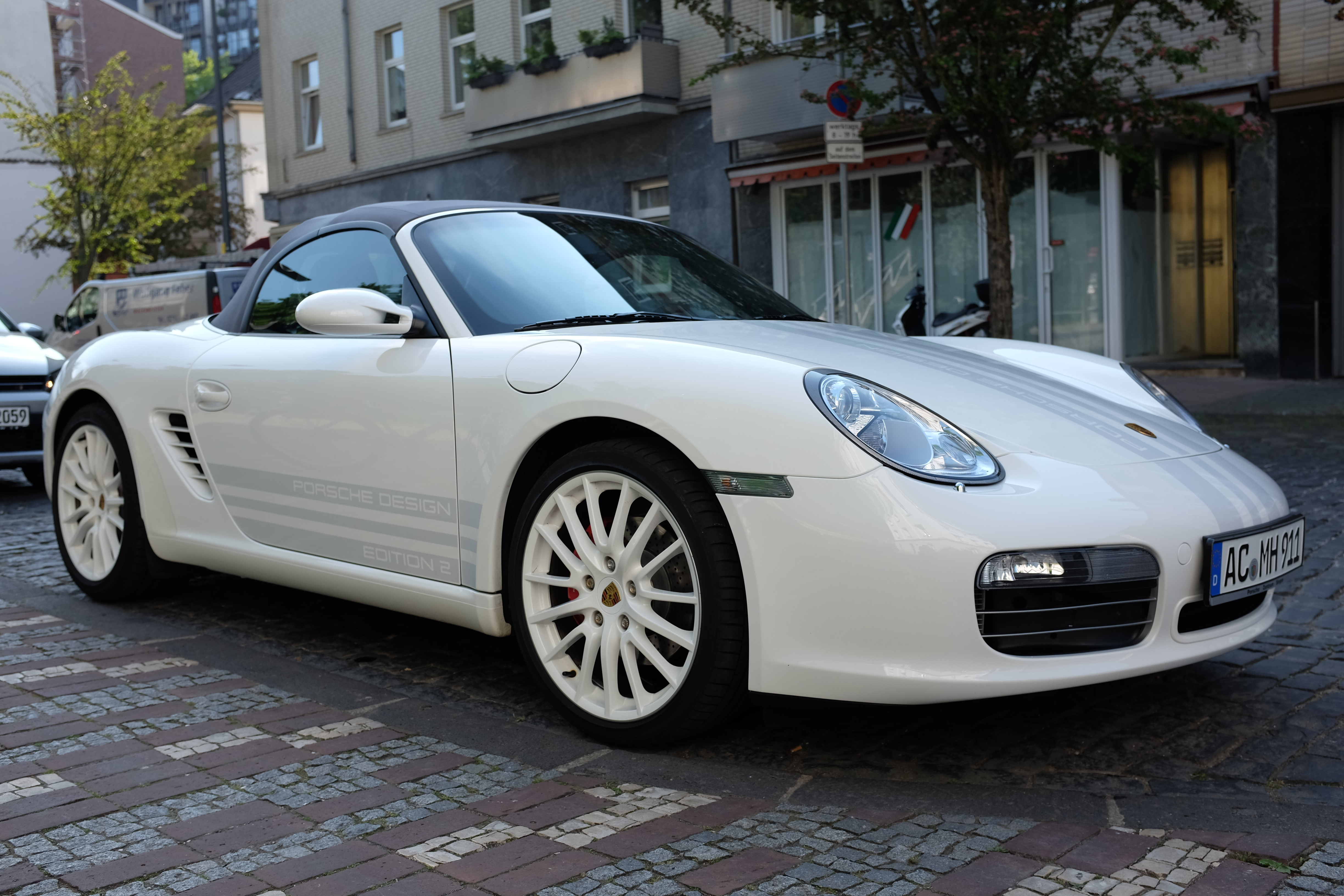
Porsche Design Edition 2 Boxster S (2009)

## Boxster (Typ 981)

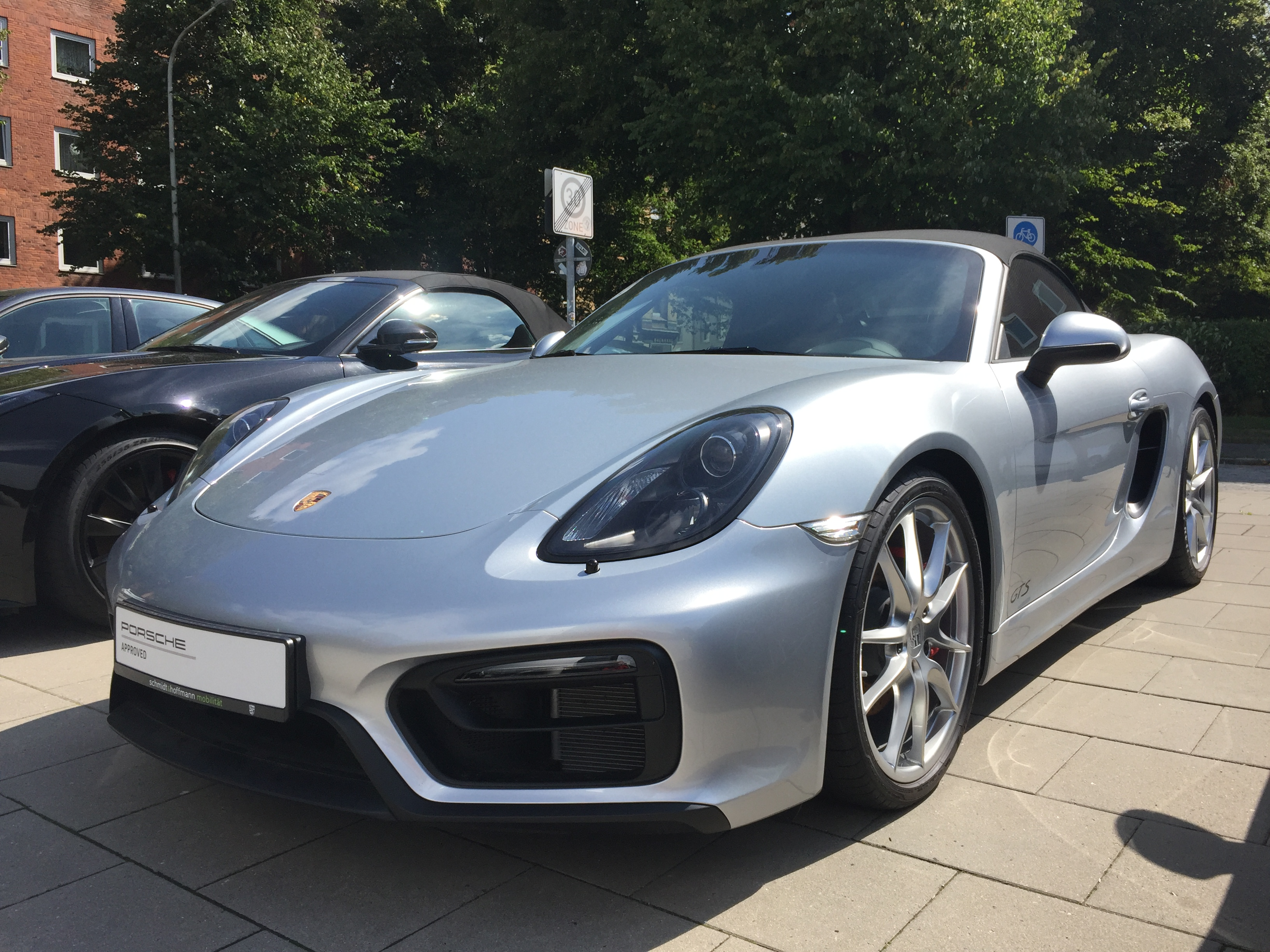
981 Boxster GTS

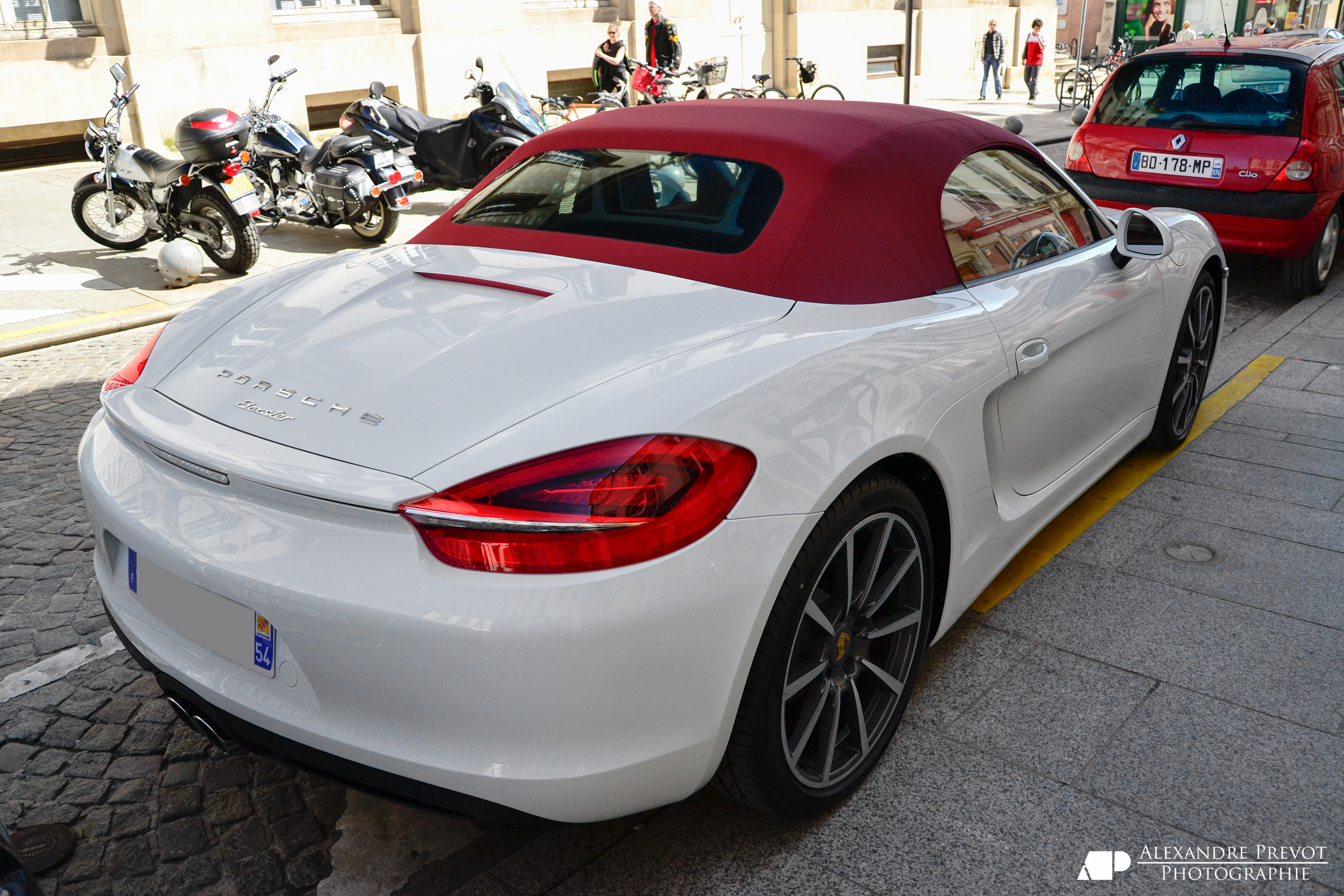
981 Boxster

Am 14. April 2012 wurde in Deutschland nach vier Jahren Entwicklungszeit die dritte Generation des Porsche Boxster eingeführt. Der Preis des neuen Modells beginnt bei 49.243,00 Euro, für den Porsche Boxster S beträgt er mindestens 60.191,00 Euro. Der neue Alu-Hybrid-Rohbau mit 55 Kilogramm weniger Gewicht und 60 Millimeter mehr Radstand sowie ein neu konzipiertes Fahrwerk bedeuten noch mehr Sportlichkeit. Trotz rund 7 kW mehr Leistung verbraucht das Modell 981 rund zehn Prozent weniger Kraftstoff, was neben der Gewichtsreduktion auch mit einer serienmäßigen Start-Stopp-Automatik und einer elektromechanischen statt der alten hydraulischen Lenkung erreicht wird.
Auffälligste Designelemente sind die seitlichen Einzüge in den Türen und die bis in die Rückleuchten hineinführende Windabrisskante am Heck. Die Linie des Stoffverdecks ist fließender geworden, so dass es nicht mehr so aufgesetzt wirkt. Die Seitenspiegel sind nun wie beim Panamera und beim 911 an den Türen statt am Fensterdreieck befestigt. Die Mittelkonsole wurde ebenfalls diesen Modellen angepasst und lehnt sich an das Design des Carrera GT an. Der Innenraum und damit vor allem der Verstellbereich der Sitze ist gewachsen und bietet jetzt auch Personen über 1,90 m Körperlänge Platz. Im Vergleich zum Vorgänger öffnet das elektrische Verdeck drei Sekunden schneller in neun Sekunden bei einer Fahrtgeschwindigkeit von bis zu 50 km/h.

### Außenlackierungen
Neben fünf aufpreisfreien Unilacken gibt es eine Reihe verschiedener, optionaler Metalliclackierungen. Mit dem Sondermodell GTS kommt im MJ 2015 noch das aufpreispflichtige "Karminrot" hinzu.
Serie:
| schwarz (seit 2012) | indischrot (seit 2012) | carraraweiß (2012) | weiß (seit 2012) | racinggelb (seit 2012) |

Metallic:
| basaltschwarz (seit 2012)  | platinsilber (2012)       | dunkelblau (seit 2012) | aquablau (2012)        | mahagoni (seit 2012)    |
| anthrazitbraun (seit 2012) | rhodiumsilber (seit 2013) | achatgrau (seit 2012)  | saphirblau (seit 2013) | amaranthrot (seit 2013) |

Metallic-Sonderfarbe:
| GT-silber (seit 2012) | cognac (seit 2012) | limegold (seit 2012) |

## 718 Boxster (Typ 982)
2016 bekam der Porsche Boxster (Modellpflege des 981 mit neuer Baureihenbezeichnung 982) den Namenszusatz 718. Seitdem wird er von einem Vierzylinder-Boxer mit Turbolader anstatt eines Sechszylinder-Boxermotors ohne Aufladung angetrieben.
Der Hubraum sinkt in der Basisvariante von 2,7 l auf 2,0 l und in der S-Variante von 3,4 l auf 2,5 l. Die Aufladung führt zu einer Leistungssteigerung. Diese steigt in der Basisvariante auf 220 kW (300 PS) und in der S-Variante auf 257 kW (350 PS).
Der Benzinverbrauch sinkt je nach Variante um etwa 0,9–1,0 l/100 km. Außerdem sind die Modelle mit den neuen LED-Scheinwerfern erhältlich.
Aufgrund einer neuen Vorschrift zur Cybersicherheit (gilt seit 1. Juli 2024) nahm Porsche den 718 Boxster in der EU vorzeitig vom Markt. Der 718 Boxster RS ist von der Einstellung nicht betroffen, da die Stückzahlen zu klein sind.

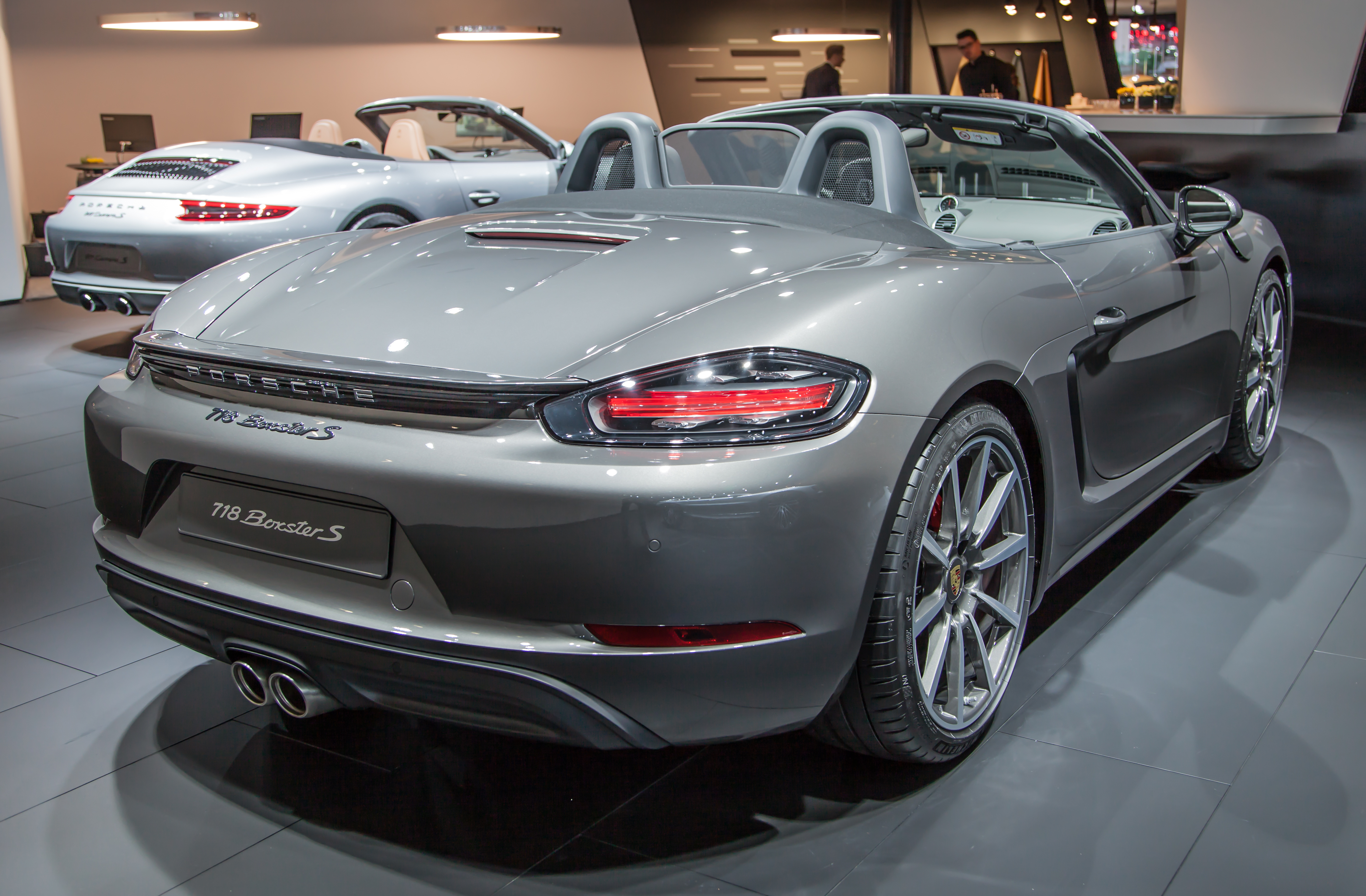
Heckansicht
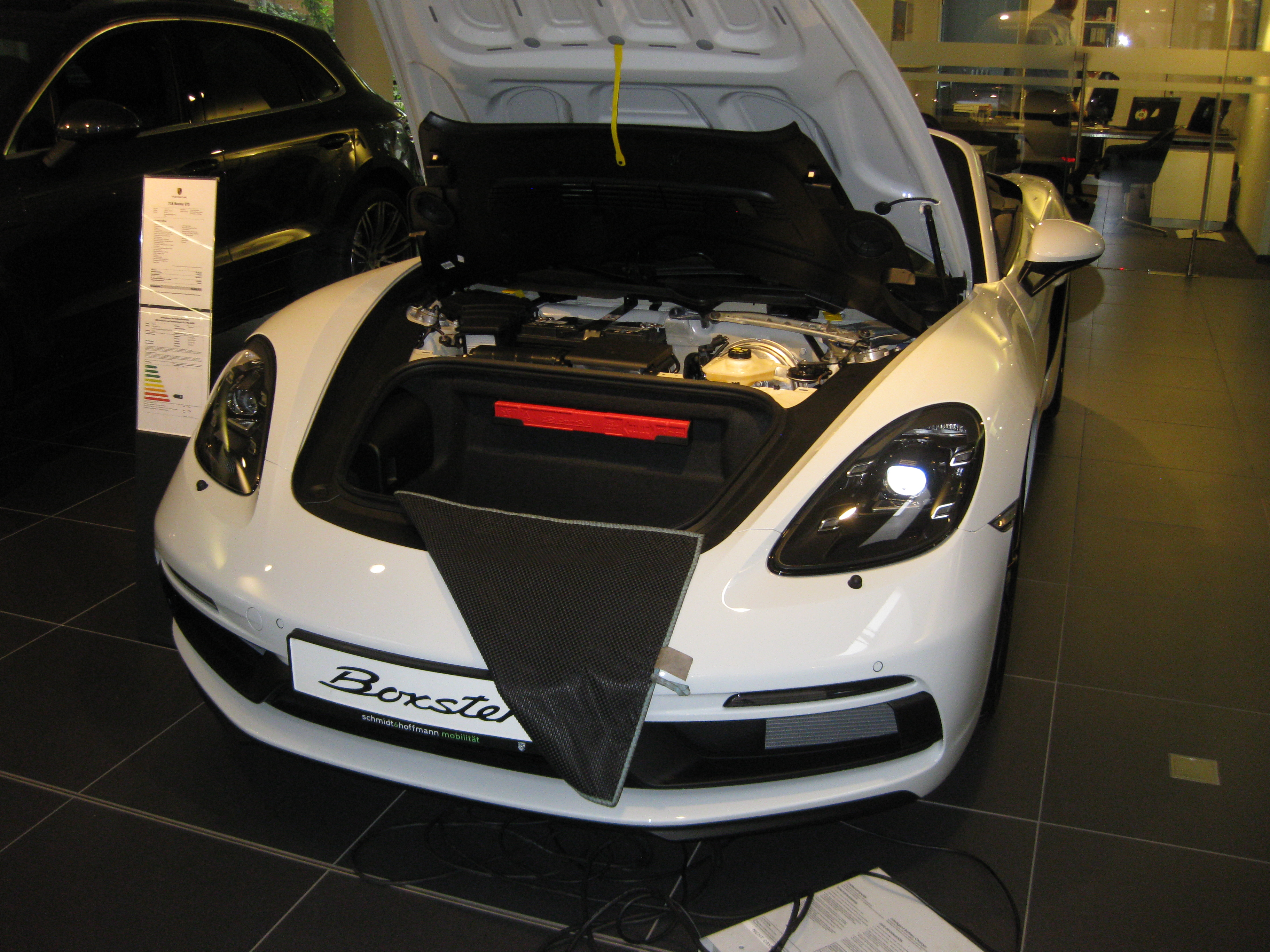
Blick in den Kofferraum eines 718 GTS
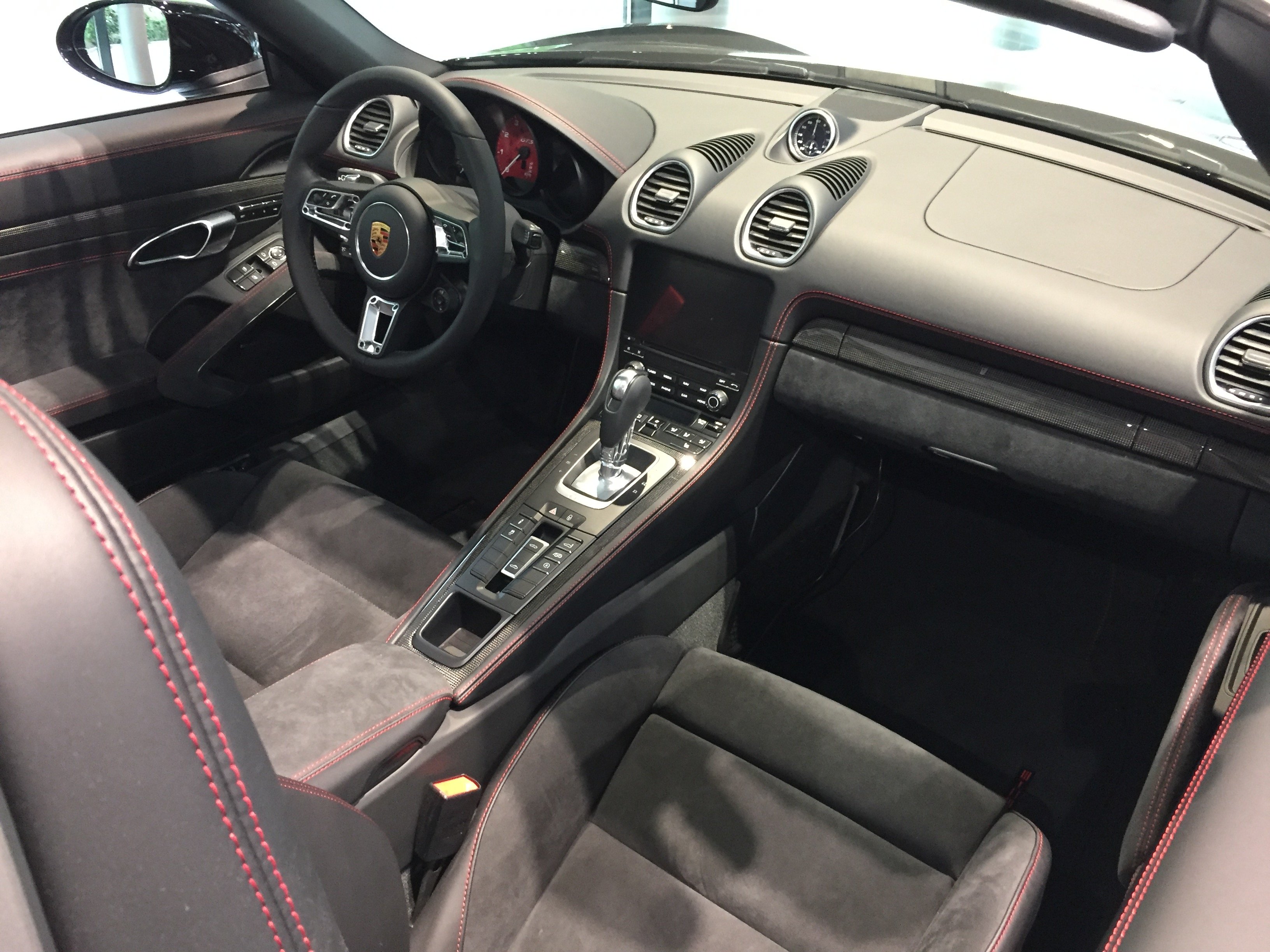
Cockpitansicht
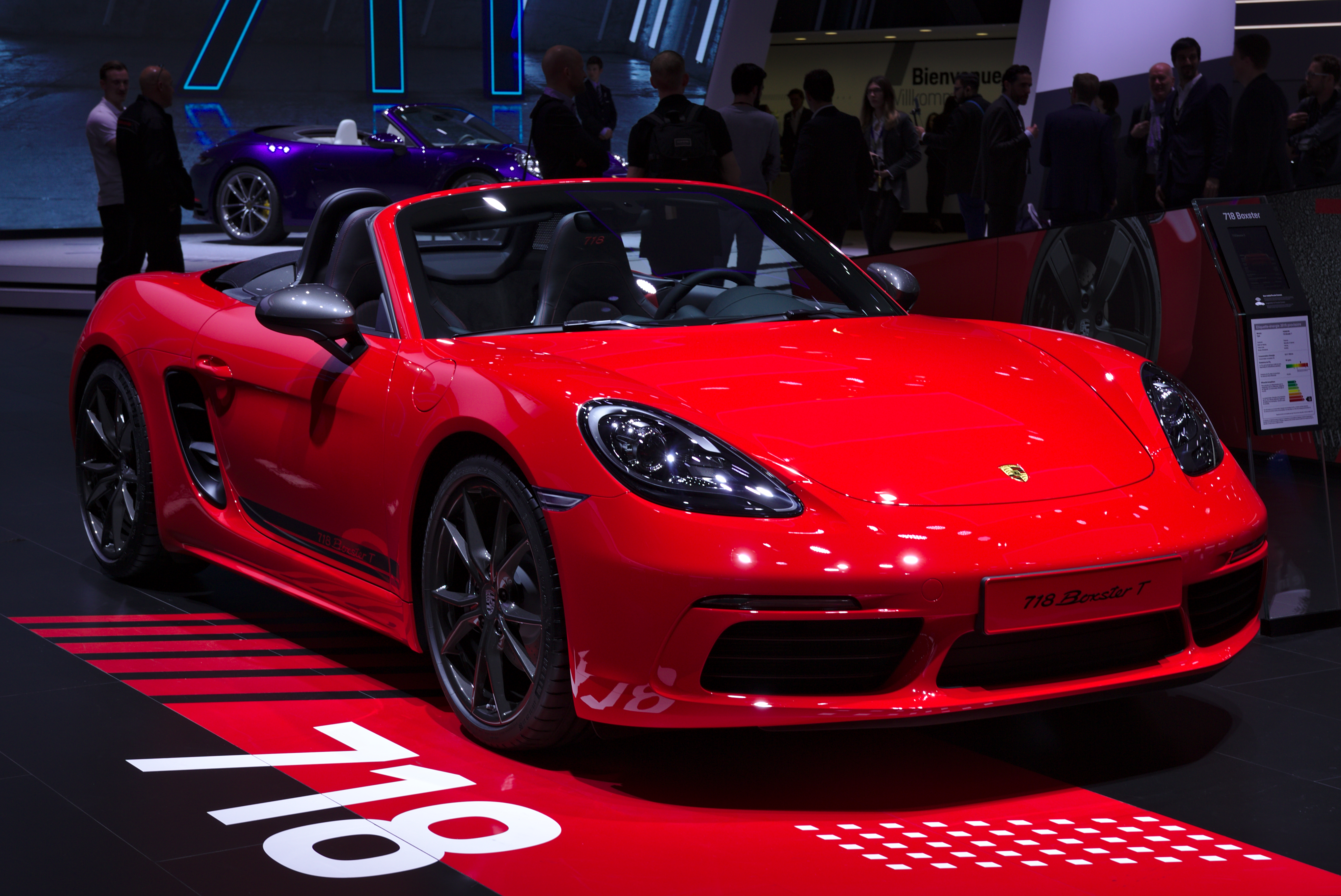
Porsche 718 Boxster T
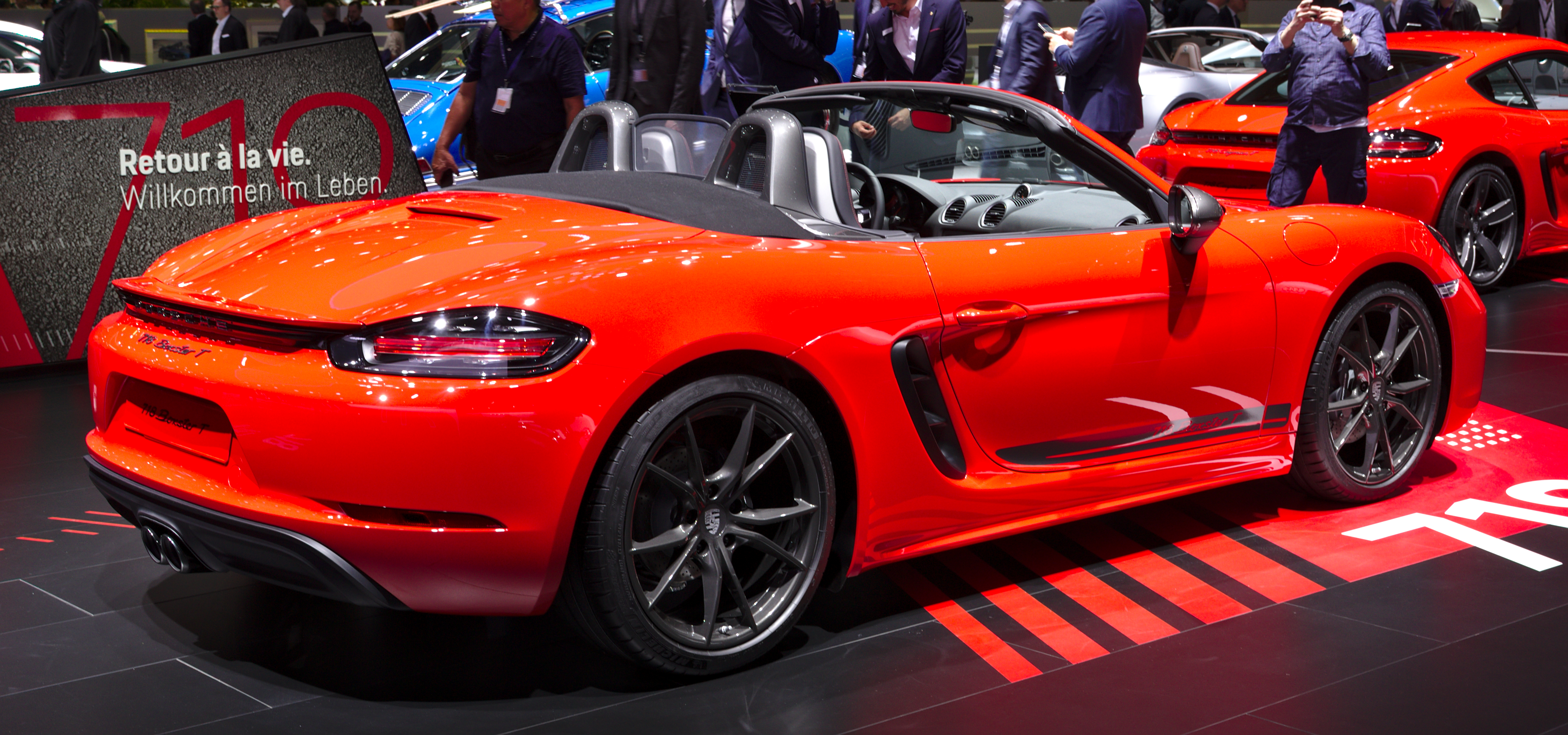
Heckansicht
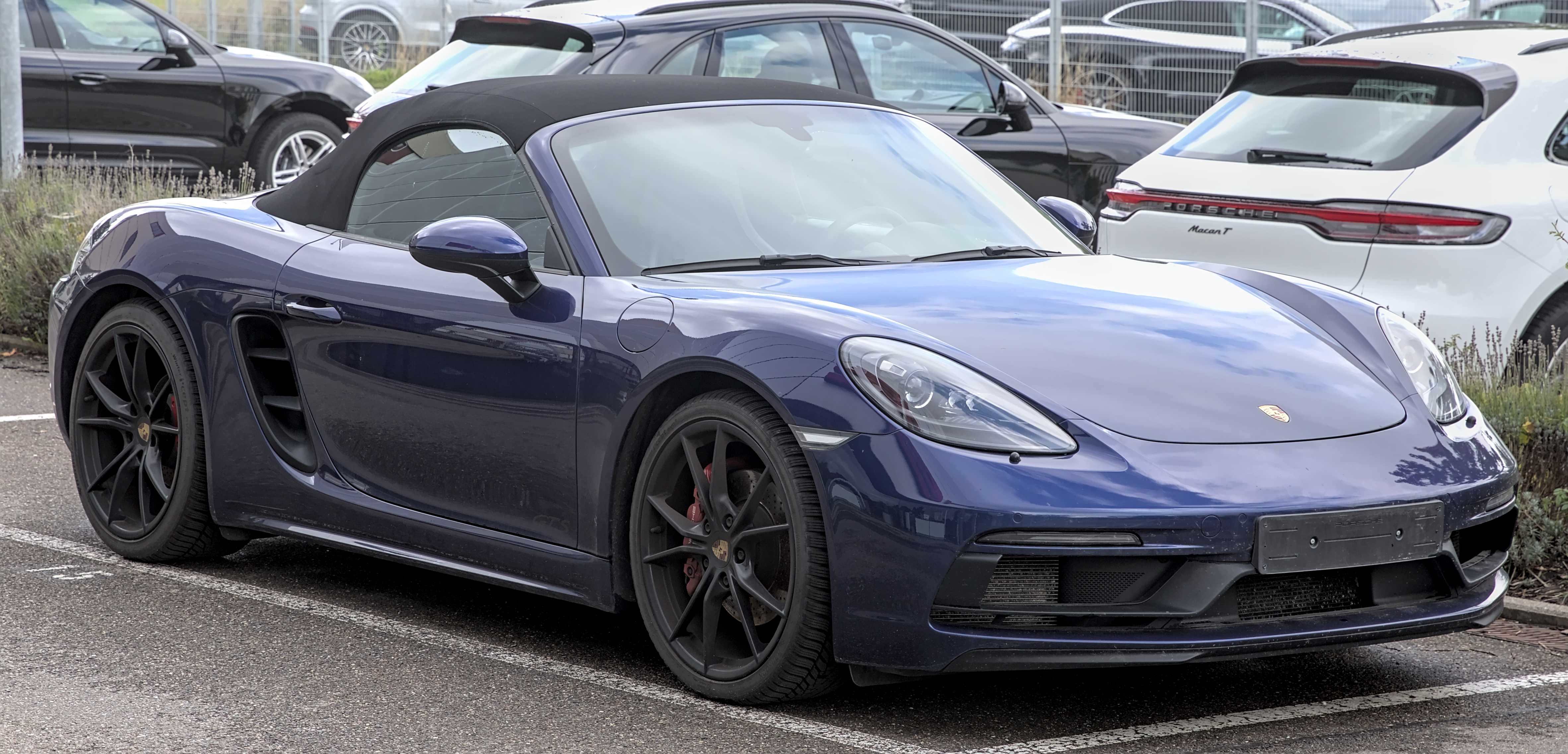
Porsche 718 Boxster GTS
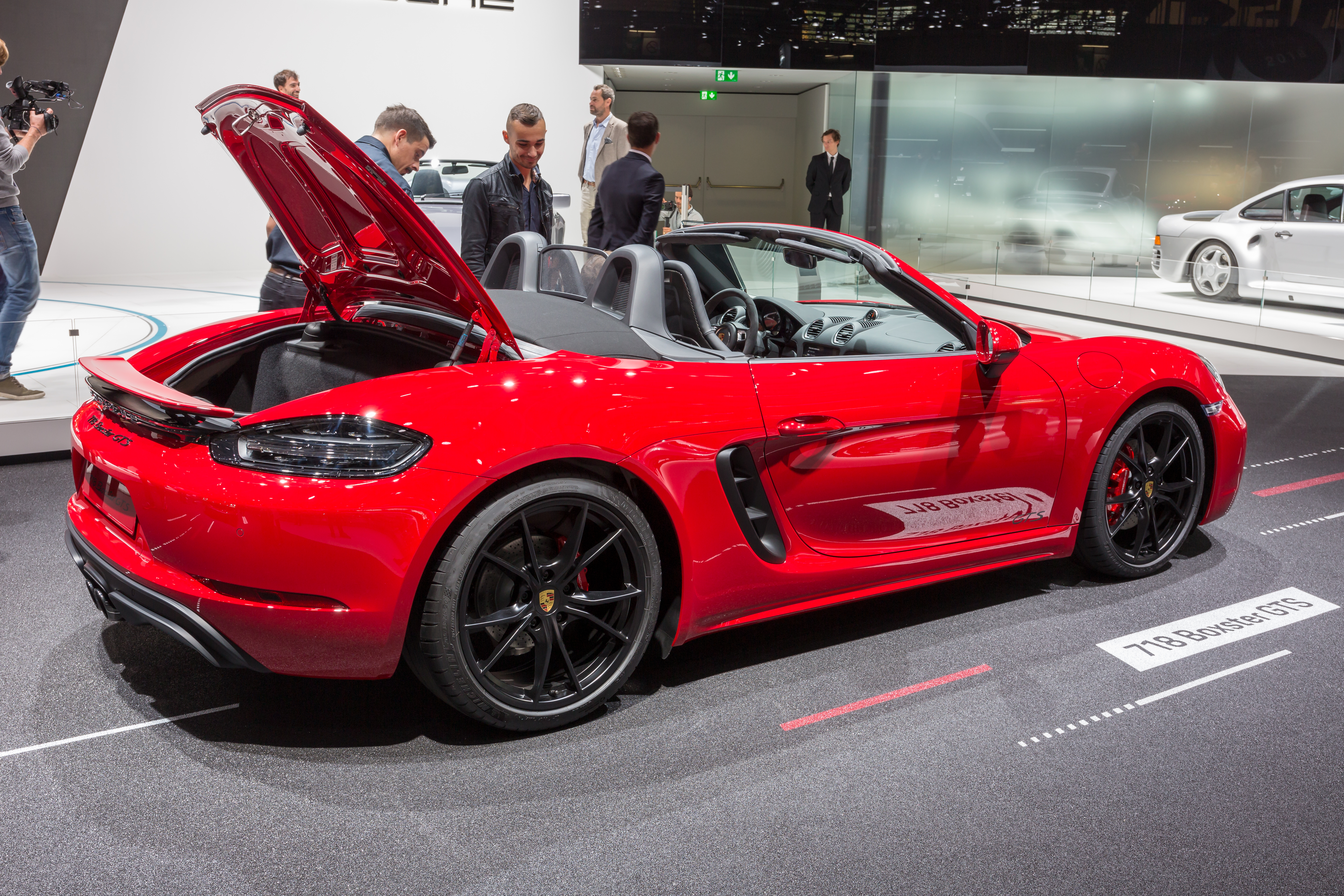
Heckansicht
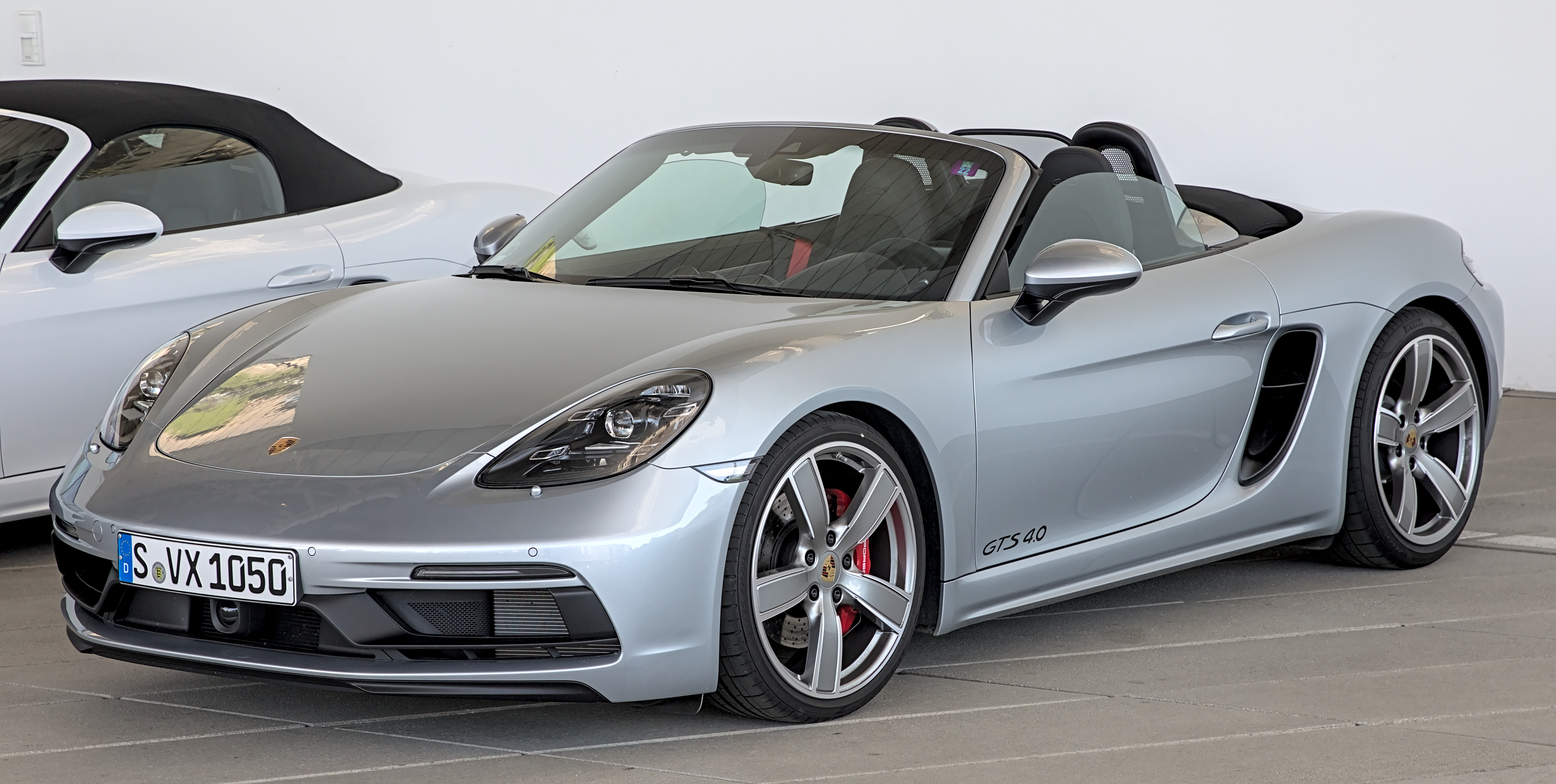
Porsche 718 Boxster GTS 4.0
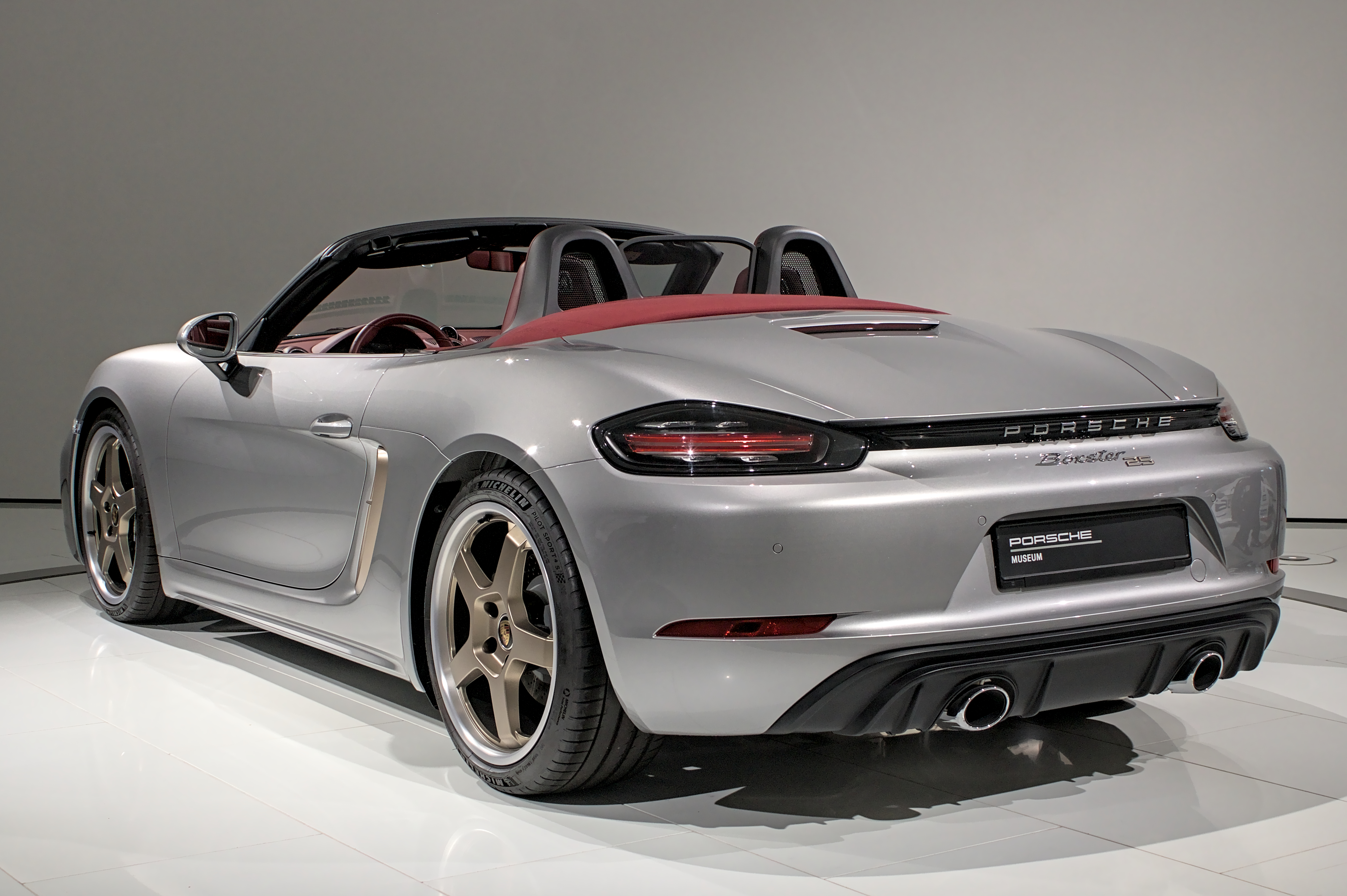
Porsche 718 Boxster GTS 4.0 25 Years Edition
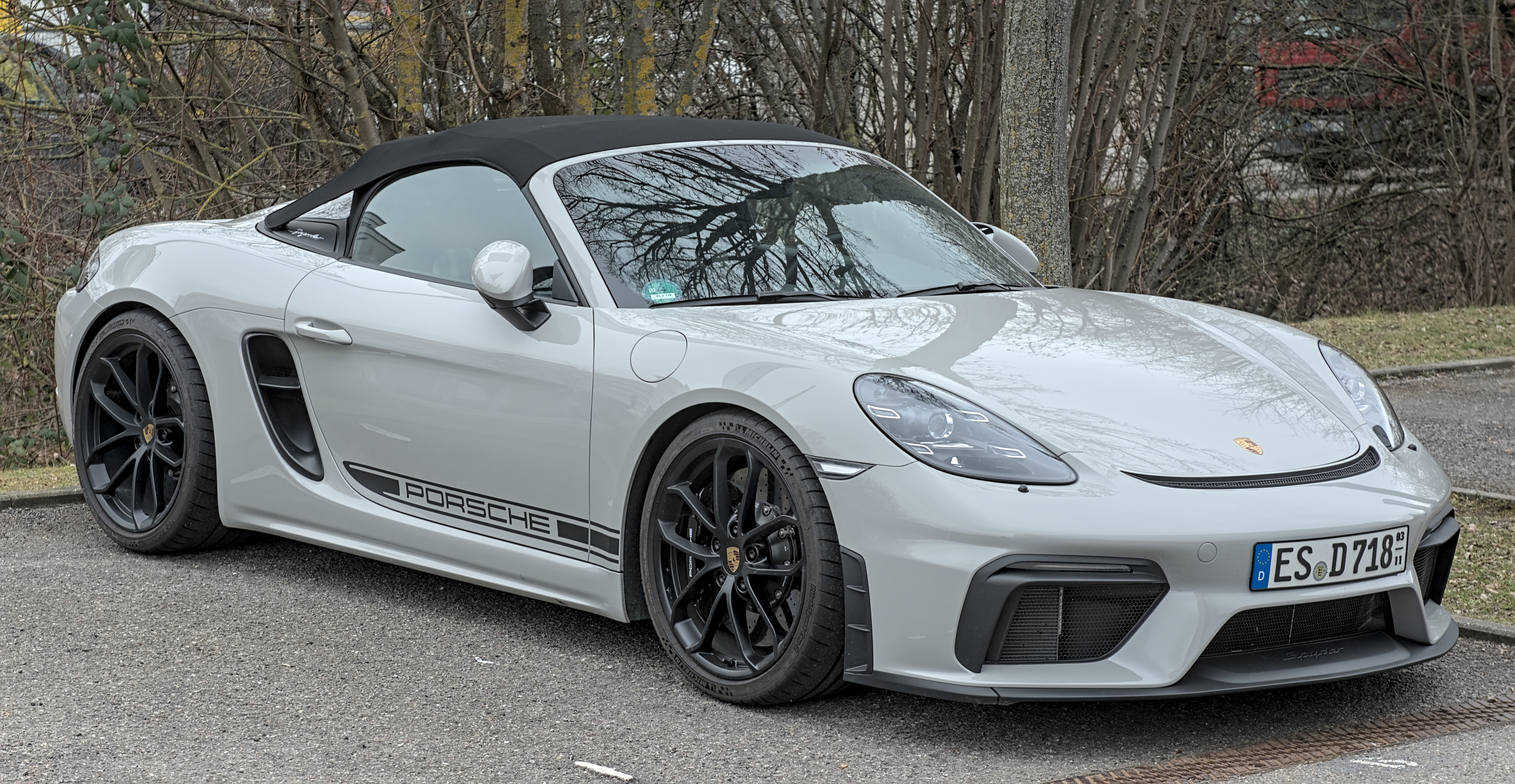
Porsche 718 Boxster Spyder
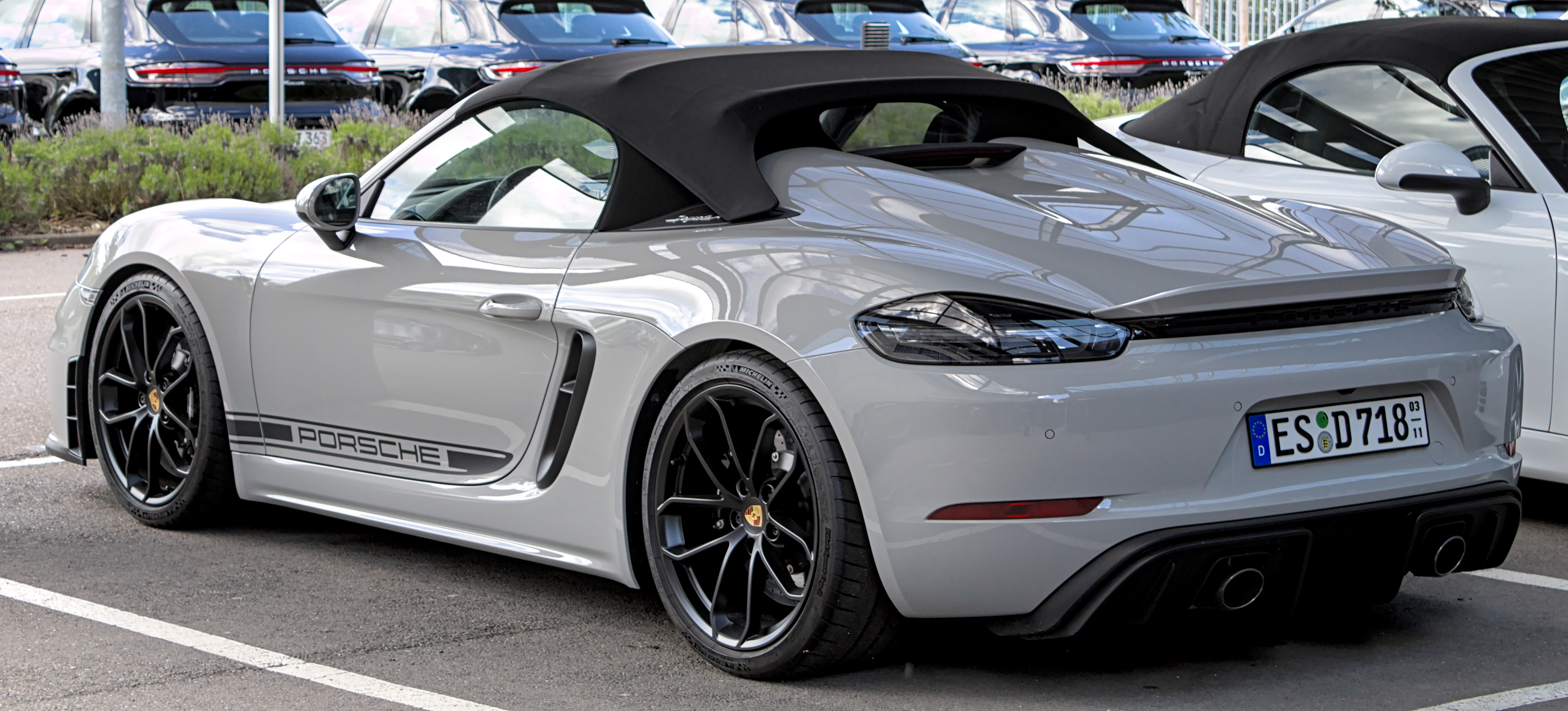
Heckansicht
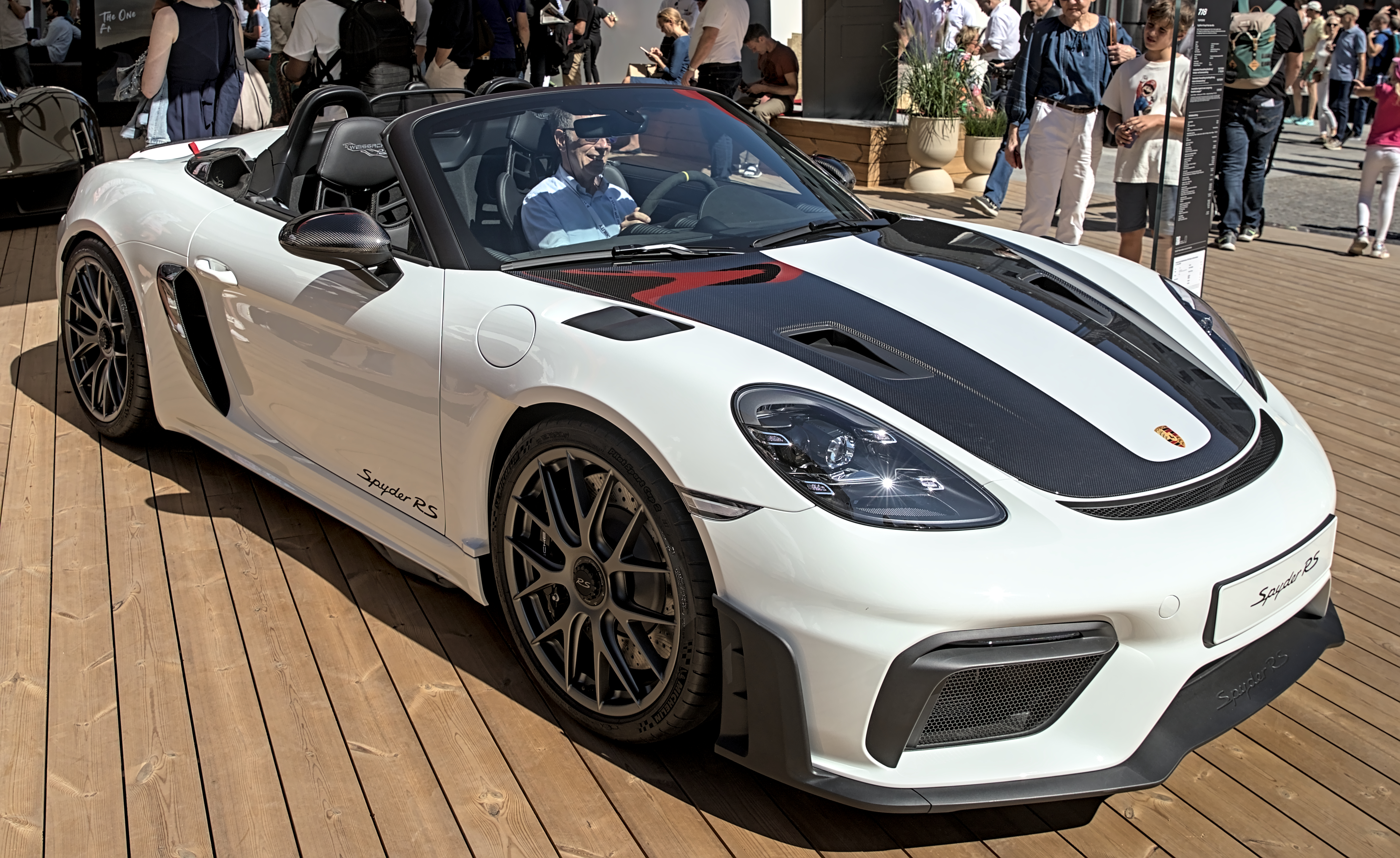
Porsche 718 Boxster Spyder RS
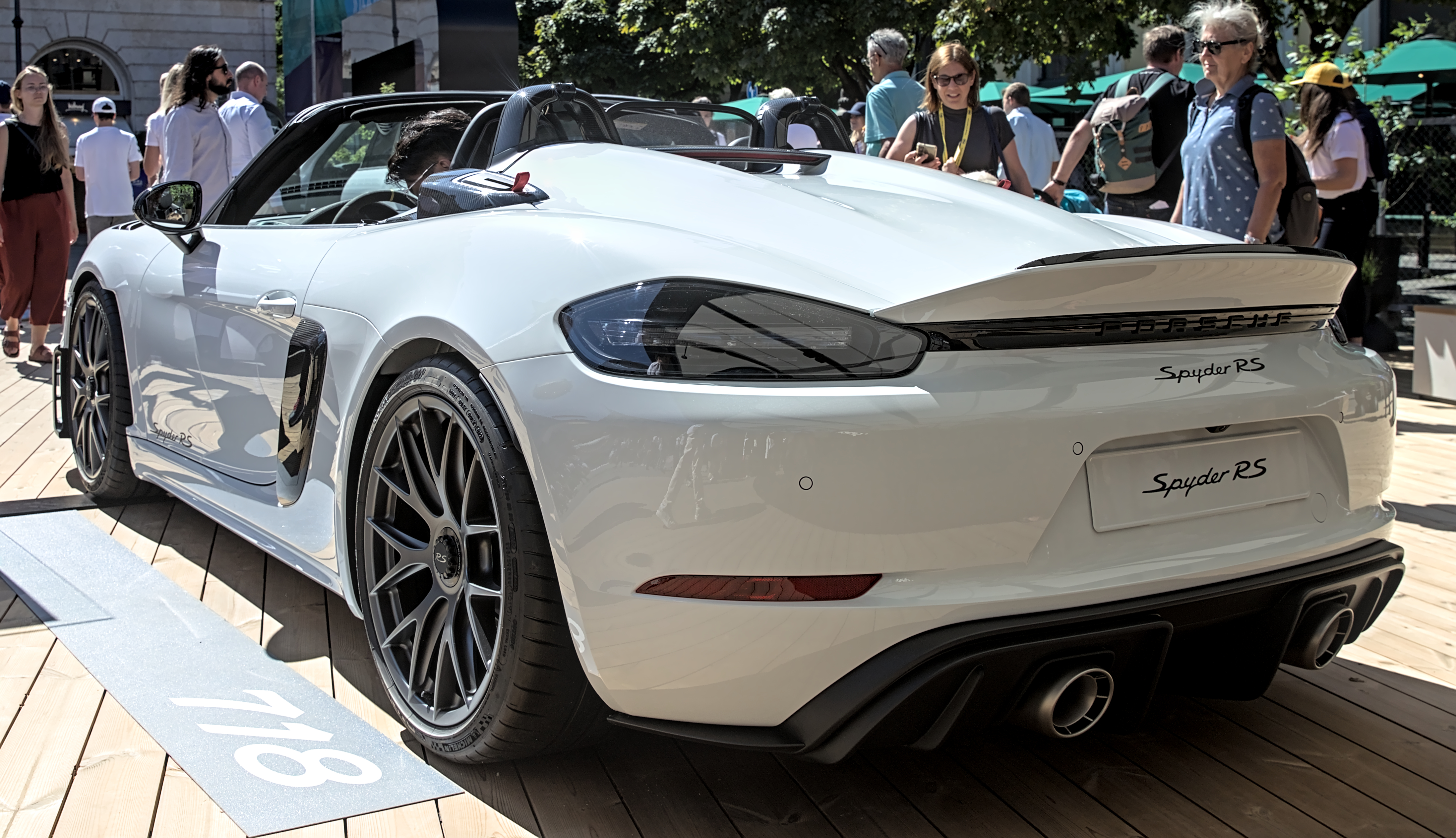
Heckansicht
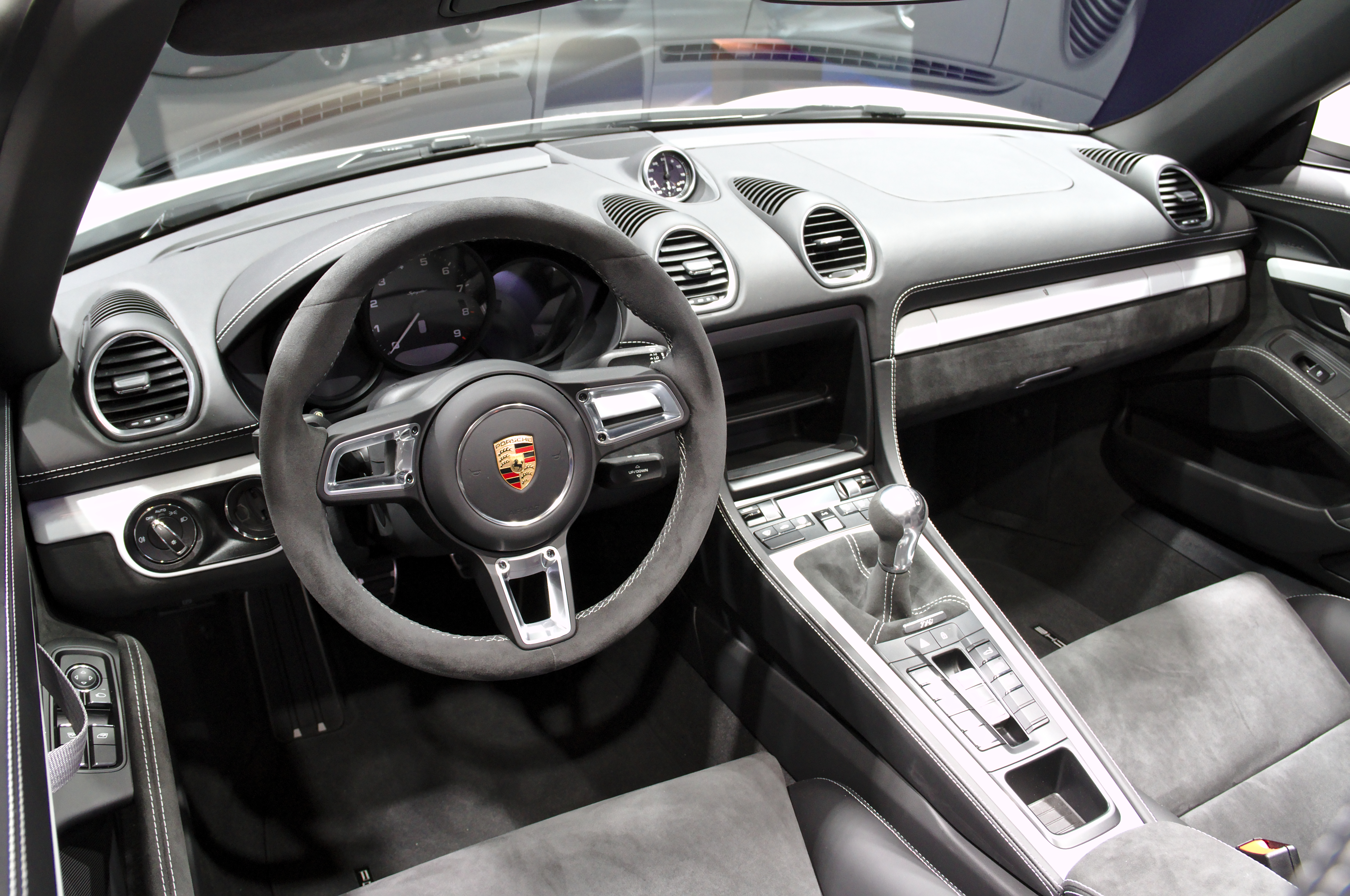
Cockpitansicht

## Technische Daten
Der Porsche Boxster wurde in fünf Versionen – als Boxster, Boxster S und später als Boxster GTS, Spyder und Spyder RS – angeboten.

### 986 Boxster
|                                                      | Boxster | Boxster | Boxster | Boxster S | Boxster S | Boxster S Jubiläumsmodell „50 Jahre 550Spyder“ |
| ---------------------------------------------------- | --- | --- | --- | --- | --- | --- |
| Bauzeitraum:                                         | bis Mj. 1999 | Mj. 2000 bis 2002 | ab Mj. 2003 | Mj. 2000 bis 2002 | ab Mj. 2003 | Frühjahr 2004 |
| Motor:                                               | 6-Zylinder-Boxermotor (Viertakt) als Mittelmotor | 6-Zylinder-Boxermotor (Viertakt) als Mittelmotor | 6-Zylinder-Boxermotor (Viertakt) als Mittelmotor | 6-Zylinder-Boxermotor (Viertakt) als Mittelmotor | 6-Zylinder-Boxermotor (Viertakt) als Mittelmotor | 6-Zylinder-Boxermotor (Viertakt) als Mittelmotor |
| Hubraum:                                             | 2480 cm³ | 2687 cm³ | 2687 cm³ | 3179 cm³ | 3179 cm³ | 3179 cm³ |
| Bohrung × Hub:                                       | 85,5 × 72,0 mm | 85,5 × 78,0 mm | 85,5 × 78,0 mm | 93,0 × 78,0 mm | 93,0 × 78,0 mm | 93,0 × 78,0 mm |
| Leistung bei 1/min:                                  | 150 kW (204 PS)/6000 | 162 kW (220 PS)/6400 | 168 kW (228 PS)/6300 | 185 kW (252 PS)/6250 | 191 kW (260 PS)/6200 | 195 kW (266 PS)/6200 |
| Max. Drehmoment bei 1/min:                           | 245 Nm/4500 | 260 Nm/4750 | 260 Nm/4700 | 305 Nm/4500 | 310 Nm/4600 | 310 Nm/4600 |
| Verdichtung:                                         | 11,0:1 | 11,0:1 | 11,0:1 | 11,0:1 | 11,0:1 | 11,0:1 |
| Ventilsteuerung:                                     | 4-Ventil-Technik, 2 Nockenwellen pro Zylinderbank ab Mj. 2003 mit VarioCam-Einlassnockenwellenverstellung Automatischer Ventilspielausgleich (Hydrostößel) | 4-Ventil-Technik, 2 Nockenwellen pro Zylinderbank ab Mj. 2003 mit VarioCam-Einlassnockenwellenverstellung Automatischer Ventilspielausgleich (Hydrostößel) | 4-Ventil-Technik, 2 Nockenwellen pro Zylinderbank ab Mj. 2003 mit VarioCam-Einlassnockenwellenverstellung Automatischer Ventilspielausgleich (Hydrostößel) | 4-Ventil-Technik, 2 Nockenwellen pro Zylinderbank ab Mj. 2003 mit VarioCam-Einlassnockenwellenverstellung Automatischer Ventilspielausgleich (Hydrostößel) | 4-Ventil-Technik, 2 Nockenwellen pro Zylinderbank ab Mj. 2003 mit VarioCam-Einlassnockenwellenverstellung Automatischer Ventilspielausgleich (Hydrostößel) | 4-Ventil-Technik, 2 Nockenwellen pro Zylinderbank ab Mj. 2003 mit VarioCam-Einlassnockenwellenverstellung Automatischer Ventilspielausgleich (Hydrostößel) |
| Kühlung:                                             | Wasserkühlung | Wasserkühlung | Wasserkühlung | Wasserkühlung | Wasserkühlung | Wasserkühlung |
| Getriebe:                                            | 5-Gang-Schaltgetriebe | 5-Gang-Schaltgetriebe | 5-Gang-Schaltgetriebe | 6-Gang-Schaltgetriebe | 6-Gang-Schaltgetriebe | 6-Gang-Schaltgetriebe |
| Getriebe optional:                                   | 5-Gang-Tiptronic S | 5-Gang-Tiptronic S | 5-Gang-Tiptronic S | 5-Gang-Tiptronic S | 5-Gang-Tiptronic S | 5-Gang-Tiptronic S |
| Antrieb:                                             | Hinterradantrieb | Hinterradantrieb | Hinterradantrieb | Hinterradantrieb | Hinterradantrieb | Hinterradantrieb |
| Bremsen:                                             | innenbelüftete Scheibenbremsen, ABS | innenbelüftete Scheibenbremsen, ABS | innenbelüftete Scheibenbremsen, ABS | innenbelüftete Scheibenbremsen, ABS | innenbelüftete Scheibenbremsen, ABS | innenbelüftete Scheibenbremsen, ABS |
| Radaufhängung vorn und hinten:                       | MacPherson-Federbeine, Querlenker, Stabilisator | MacPherson-Federbeine, Querlenker, Stabilisator | MacPherson-Federbeine, Querlenker, Stabilisator | MacPherson-Federbeine, Querlenker, Stabilisator | MacPherson-Federbeine, Querlenker, Stabilisator | MacPherson-Federbeine, Querlenker, Stabilisator |
| Karosserie:                                          | Selbsttragende Stahl-Karosserie mit ausfahrbarem Heckspoiler                                                                                               | Selbsttragende Stahl-Karosserie mit ausfahrbarem Heckspoiler                                                                                               | Selbsttragende Stahl-Karosserie mit ausfahrbarem Heckspoiler                                                                                               | Selbsttragende Stahl-Karosserie mit ausfahrbarem Heckspoiler                                                                                               | Selbsttragende Stahl-Karosserie mit ausfahrbarem Heckspoiler                                                                                               | Selbsttragende Stahl-Karosserie mit ausfahrbarem Heckspoiler                                                                                               |
| Spurweite vorn/hinten:                               | 1465/1528 mm | 1465/1528 mm | 1465/1528 mm | 1455/1508 mm | 1455/1514 mm | 1455/1514 mm |
| Maße L × B × H:                                      | 4329 × 1801 × 1295 mm | 4329 × 1801 × 1295 mm | 4329 × 1801 × 1295 mm | 4329 × 1801 × 1295 mm | 4329 × 1801 × 1295 mm | 4320 × 1780 × 1280 mm |
| Radstand:                                            | 2415 mm | 2415 mm | 2415 mm | 2415 mm | 2415 mm | 2415 mm |
| Reifen/Felgen:                                       | VA: 205/55 ZR 16 auf 6J × 16 HA: 225/50 ZR 16 auf 7J × 16                                                                                                  | VA: 205/55 ZR 16 auf 6J × 16 HA: 225/50 ZR 16 auf 7J × 16                                                                                                  | VA: 205/55 ZR 16 auf 6J × 16 HA: 225/50 ZR 16 auf 7J × 16                                                                                                  | VA: 205/50 ZR 17 auf 7J × 17 HA: 255/40 ZR 17 auf 8,5J × 17                                                                                                | VA: 205/50 ZR 17 auf 7J × 17 HA: 255/40 ZR 17 auf 8,5J × 17                                                                                                | VA: 205/50 ZR 17 auf 7J × 17 HA: 255/40 ZR 17 auf 8,5J × 17                                                                                                |
| Leergewicht: (DIN)                                   | 1250 kg | 1260 kg | 1275 kg | 1295 kg | 1320 kg | 1320 kg |
| Höchstgeschwindigkeit (mit Tiptronic S):             | 240 km/h | 250 km/h (245 km/h) | 253 km/h (248 km/h) | 260 km/h (255 km/h) | 264 km/h (258 km/h) | 266 km/h (260 km/h) |
| Beschleunigung, 0–100 km/h in (mit Tiptronic S):     | 6,9 s (7,6 s) | 6,6 s (7,4 s) | 6,4 s (7,3 s) | 5,9 s (6,5 s) | 5,7 s (6,4 s) | 5,7 s (6,4 s) |
| Kraftstoffverbrauch Liter/100 km: (mit Tiptronic S): | 9,7 | 9,9 (10,9) | 9,7 (10,7) | 10,7 (11,3) | 10,5 (11,1) | (11,1) |

### 987 Boxster
| | Boxster | Boxster | Boxster | Boxster S | Boxster S | Boxster S |
| --- | --- | --- | --- | --- | --- | --- |
| Bauzeitraum: | bis Mj. 2006 | ab Mj. 2007 | ab Mj. 2009 | bis Mj. 2006 | ab Mj. 2007 | ab Mj. 2009 |
| Motor: | 6-Zylinder-Boxermotor (Viertakt) als Mittelmotor | 6-Zylinder-Boxermotor (Viertakt) als Mittelmotor | 6-Zylinder-Boxermotor (Viertakt) als Mittelmotor | 6-Zylinder-Boxermotor (Viertakt) als Mittelmotor | 6-Zylinder-Boxermotor (Viertakt) als Mittelmotor | 6-Zylinder-Boxermotor (Viertakt) als Mittelmotor |
| Schmierung: | integrierte Trockensumpfschmierung: Ölreservoir im Motor, 2 Rückförderpumpen eine Druckpumpe                                                                                 | integrierte Trockensumpfschmierung: Ölreservoir im Motor, 2 Rückförderpumpen eine Druckpumpe                                                                                 | wie vor, jedoch 4 Rückförder- pumpen und eine elektronisch gesteuerte Druckpumpe                                                                                             | integrierte Trockensumpfschmierung: Ölreservoir im Motor, 2 Rückförderpumpen eine Druckpumpe                                                                                 | integrierte Trockensumpfschmierung: Ölreservoir im Motor, 2 Rückförderpumpen eine Druckpumpe                                                                                 | wie vor, jedoch 4 Rückförder- pumpen und eine elektronisch gesteuerte Druckpumpe                                                                                             |
| Hubraum: | 2687 cm³ | 2687 cm³ | 2893 cm³ | 3179 cm³ | 3387 cm³ | 3436 cm³ |
| Bohrung × Hub: | 85,5 × 78,0 mm | 85,5 × 78,0 mm | 89,0 × 77,5 mm | 93,0 × 78,0 mm | 96,0 × 78,0 mm | 97,0 × 77,5 mm |
| Leistung bei 1/min: | 176 kW (240 PS)/6400 | 180 kW (245 PS)/6500 | 188 kW (255 PS)/6400 | 206 kW (280 PS)/6200 | 217 kW (295 PS)/6250 | 228 kW (310 PS)/6400 |
| Max. Drehmoment bei 1/min: | 270 Nm/4700 | 273 Nm/4600–6000 | 290 Nm/4400–6000 | 320 Nm/4700 | 340 Nm/4400–6000 | 360 Nm/4400–5500 |
| Verdichtung: | 11,0 : 1 | 11,3 : 1 | 11,5 : 1 | 11,0 : 1 | 11,1 : 1 | 12,5 : 1 |
| Ventilsteuerung: | 4-Ventil-Technik, 2 Nockenwellen pro Zylinderbank Einlassnockenwellenverstellung mit Ventilhubschaltung durch VarioCam Plus Automatischer Ventilspielausgleich (Hydrostößel) | 4-Ventil-Technik, 2 Nockenwellen pro Zylinderbank Einlassnockenwellenverstellung mit Ventilhubschaltung durch VarioCam Plus Automatischer Ventilspielausgleich (Hydrostößel) | 4-Ventil-Technik, 2 Nockenwellen pro Zylinderbank Einlassnockenwellenverstellung mit Ventilhubschaltung durch VarioCam Plus Automatischer Ventilspielausgleich (Hydrostößel) | 4-Ventil-Technik, 2 Nockenwellen pro Zylinderbank Einlassnockenwellenverstellung mit Ventilhubschaltung durch VarioCam Plus Automatischer Ventilspielausgleich (Hydrostößel) | 4-Ventil-Technik, 2 Nockenwellen pro Zylinderbank Einlassnockenwellenverstellung mit Ventilhubschaltung durch VarioCam Plus Automatischer Ventilspielausgleich (Hydrostößel) | 4-Ventil-Technik, 2 Nockenwellen pro Zylinderbank Einlassnockenwellenverstellung mit Ventilhubschaltung durch VarioCam Plus Automatischer Ventilspielausgleich (Hydrostößel) |
| Kühlung: | Flüssigkeitskühlung | Flüssigkeitskühlung | Flüssigkeitskühlung | Flüssigkeitskühlung | Flüssigkeitskühlung | Flüssigkeitskühlung |
| Getriebe: | 5-Gang-Schaltgetriebe (mit Sportpaket: 6-Gang) | 5-Gang-Schaltgetriebe (mit Sportpaket: 6-Gang) | 6-Gang-Schaltgetriebe | 6-Gang-Schaltgetriebe | 6-Gang-Schaltgetriebe | 6-Gang-Schaltgetriebe |
| Getriebe optional: | 5-Gang-Tiptronic S | 5-Gang-Tiptronic S | 7-Gang-PDK | 5-Gang-Tiptronic S | 5-Gang-Tiptronic S | 7-Gang-PDK |
| Antrieb: | Hinterradantrieb | Hinterradantrieb | Hinterradantrieb | Hinterradantrieb | Hinterradantrieb | Hinterradantrieb |
| Bremsen: | innenbelüftete Scheibenbremsen, ABS | innenbelüftete Scheibenbremsen, ABS | innenbelüftete Scheibenbremsen, ABS | innenbelüftete Scheibenbremsen, ABS | innenbelüftete Scheibenbremsen, ABS | innenbelüftete Scheibenbremsen, ABS |
| Radaufhängung vorn und hinten: | MacPherson-Federbeine, Querlenker, Stabilisator | MacPherson-Federbeine, Querlenker, Stabilisator | MacPherson-Federbeine, Querlenker, Stabilisator | MacPherson-Federbeine, Querlenker, Stabilisator | MacPherson-Federbeine, Querlenker, Stabilisator | MacPherson-Federbeine, Querlenker, Stabilisator |
| Karosserie: | Selbsttragende Stahl-Karosserie mit ausfahrbarem Heckspoiler; Tankinhalt: 64 Liter                                                                                           | Selbsttragende Stahl-Karosserie mit ausfahrbarem Heckspoiler; Tankinhalt: 64 Liter                                                                                           | Selbsttragende Stahl-Karosserie mit ausfahrbarem Heckspoiler; Tankinhalt: 64 Liter                                                                                           | Selbsttragende Stahl-Karosserie mit ausfahrbarem Heckspoiler; Tankinhalt: 64 Liter                                                                                           | Selbsttragende Stahl-Karosserie mit ausfahrbarem Heckspoiler; Tankinhalt: 64 Liter                                                                                           | Selbsttragende Stahl-Karosserie mit ausfahrbarem Heckspoiler; Tankinhalt: 64 Liter                                                                                           |
| Maße L × B × H: | 4329 × 1801 × 1295 mm | 4329 × 1801 × 1295 mm | 4342 × 1801 × 1292 mm | 4329 × 1801 × 1295 mm | 4329 × 1801 × 1295 mm | 4342 × 1801 × 1292 mm |
| Radstand: | 2415 mm | 2415 mm | 2415 mm | 2415 mm | 2415 mm | 2415 mm |
| Wendekreis: | 11,1 m | 11,1 m | 11,1 m | 11,1 m | 11,1 m | 11,1 m |
| Reifen/Felgen: | VA: 205/55 ZR 17 auf 6,5 J × 17 HA: 235/50 ZR 17 auf 8 J × 17 | VA: 205/55 ZR 17 auf 6,5 J × 17 HA: 235/50 ZR 17 auf 8 J × 17 | VA: 205/55 ZR 17 auf 7 J × 17 HA: 235/50 ZR 17 auf 8,5 J × 17 | VA: 235/40 ZR 18 auf 8 J × 18 HA: 265/40 ZR 18 auf 9 J × 18 | VA: 235/40 ZR 18 auf 8 J × 18 HA: 265/40 ZR 18 auf 9 J × 18 | VA: 235/40 ZR 18 auf 8 J × 18 HA: 265/40 ZR 18 auf 9 J × 18 |
| Leergewicht: 1 | 1295 kg/1355 kg (DIN) 1370 kg/1430 kg (EG) | 1305 kg/1365 kg (DIN) 1380 kg/1440 kg (EG) | 1335 kg/1365 kg (DIN) 1410 kg/1440 kg (EG) | 1345 kg/1385 kg (DIN) 1420 kg/1460 kg (EG) | 1355 kg/1395 kg (DIN) 1430 kg/1470 kg (EG) | 1355 kg/1380 kg (DIN) 1430 kg/1455 kg (EG) |
| Höchstgeschwindigkeit (mit Tiptronic S/PDK): | 256 km/h (250 km/h) | 258 km/h (251 km/h) | 263 km/h (261 km/h) | 268 km/h (260 km/h) | 272 km/h (264 km/h) | 274 km/h (272 km/h) |
| Beschleunigung, 0–100 km/h in (mit Tiptronic S/PDK): | 6,2 s (7,1 s) | 6,1 s (7,0 s) | 5,9 s (5,8 s) | 5,5 s (6,3 s) | 5,4 s (6,1 s) | 5,2 s (5,0 s) |
| Kraftstoffverbrauch Liter/100 km (mit Tiptronic S/PDK): | 9,6 (10,5) | 9,3 (10,1) | 9,4 (9,1) | 10,4 (11,0) | 10,6 (11,0) | 9,8 (9,4) |
| CO2-Emission g/km (mit Tiptronic S/PDK): | 229 (250) | 222 (242) | 221 (214) | 248 (262) | 254 (262) | 230 (221) |
| 1 Nach EG-Norm gilt das Leergewicht für Fahrzeuge in serienmäßiger Ausstattung. Sonderausstattungen erhöhen den Wert. Im angegebenen Wert sind 68 kg für den Fahrer und 7 kg für Gepäck berücksichtigt. | | | | | | |

### 981 Boxster
|                                 | Boxster | Boxster S | Boxster GTS | Boxster Spyder |
| ------------------------------- | --- | --- | --- | --- |
| Bauzeitraum:                    | ab Mj. 2012 | ab Mj. 2012 | ab Mj. 2014 | ab Mj. 2015 |
| Motor:                          | Sechszylinder-Boxermotor (Viertakt) als Mittelmotor | Sechszylinder-Boxermotor (Viertakt) als Mittelmotor | Sechszylinder-Boxermotor (Viertakt) als Mittelmotor | Sechszylinder-Boxermotor (Viertakt) als Mittelmotor |
| Schmierung:                     | integrierte Trockensumpfschmierung: Ölreservoir im Motor, 2 Rückförderpumpen eine Druckpumpe                                                                                 | wie vor, jedoch 4 Rückförder- pumpen und eine elektronisch gesteuerte Druckpumpe                                                                                             | wie vor, jedoch 4 Rückförder- pumpen und eine elektronisch gesteuerte Druckpumpe                                                                                             | wie vor, jedoch 4 Rückförder- pumpen und eine elektronisch gesteuerte Druckpumpe                                                                                             |
| Hubraum:                        | 2706 cm³ | 3436 cm³ | 3436 cm³ | 3800 cm³ |
| Bohrung × Hub:                  | | 97,0 × 77,5 mm | 97,0 × 77,5 mm | 102,0 × 77,5 mm |
| Leistung bei 1/min:             | 195 kW (265 PS)/6700 | 232 kW (315 PS)/6700 | 243 kW (330 PS)/6700 | 276 kW (375 PS)/6700 |
| Max. Drehmoment bei 1/min:      | 280 Nm/4500–6500 | 360 Nm/4500–5800 | 370 Nm/4500–5800 | 420 Nm/4750–6000 |
| Verdichtung:                    | 12,5 : 1 | 12,5 : 1 | 12,5 : 1 | 12,5 : 1 |
| Ventilsteuerung:                | 4-Ventil-Technik, 2 Nockenwellen pro Zylinderbank Einlassnockenwellenverstellung mit Ventilhubschaltung durch VarioCam Plus Automatischer Ventilspielausgleich (Hydrostößel) | 4-Ventil-Technik, 2 Nockenwellen pro Zylinderbank Einlassnockenwellenverstellung mit Ventilhubschaltung durch VarioCam Plus Automatischer Ventilspielausgleich (Hydrostößel) | 4-Ventil-Technik, 2 Nockenwellen pro Zylinderbank Einlassnockenwellenverstellung mit Ventilhubschaltung durch VarioCam Plus Automatischer Ventilspielausgleich (Hydrostößel) | 4-Ventil-Technik, 2 Nockenwellen pro Zylinderbank Einlassnockenwellenverstellung mit Ventilhubschaltung durch VarioCam Plus Automatischer Ventilspielausgleich (Hydrostößel) |
| Kühlung:                        | Flüssigkeitskühlung | Flüssigkeitskühlung | Flüssigkeitskühlung | Flüssigkeitskühlung |
| Getriebe:                       | 6-Gang-Schaltgetriebe | 6-Gang-Schaltgetriebe | 6-Gang-Schaltgetriebe | 6-Gang-Schaltgetriebe |
| Getriebe optional:              | 7-Gang-PDK | 7-Gang-PDK | 7-Gang-PDK | - |
| Antrieb:                        | Hinterradantrieb | Hinterradantrieb | Hinterradantrieb | Hinterradantrieb |
| Bremsen:                        | innenbelüftete Scheibenbremsen, ABS | innenbelüftete Scheibenbremsen, ABS | innenbelüftete Scheibenbremsen, ABS | innenbelüftete Scheibenbremsen, ABS |
| Radaufhängung v+h:              | MacPherson-Federbeine, Querlenker, Stabilisator | MacPherson-Federbeine, Querlenker, Stabilisator | MacPherson-Federbeine, Querlenker, Stabilisator | MacPherson-Federbeine, Querlenker, Stabilisator |
| Karosserie:                     | Selbsttragende Stahl-Karosserie mit ausfahrbarem Heckspoiler Tankinhalt: 64 Liter                                                                                            | Selbsttragende Stahl-Karosserie mit ausfahrbarem Heckspoiler Tankinhalt: 64 Liter                                                                                            | Selbsttragende Stahl-Karosserie mit ausfahrbarem Heckspoiler Tankinhalt: 64 Liter                                                                                            | Selbsttragende Stahl-Karosserie mit ausfahrbarem Heckspoiler Tankinhalt: 54 Liter                                                                                            |
| Maße L × B × H:                 | 4374 × 1801 × 1282 mm | 4374 × 1801 × 1281 mm | 4404 × 1801 × 1273 mm | 4414 × 1801 × 1262 mm |
| Radstand:                       | 2475 mm | 2475 mm | 2475 mm | 2475 mm |
| Wendekreis:                     | 10,98 m | 10,98 m | 10,98 m | 10,98 m |
| Reifen/Felgen:                  | VA: 235/45 ZR 18 auf 8J × 18 ET 57 HA: 265/45 ZR 18 auf 9J × 18 ET 47 | VA: 235/40 ZR 19 auf 8J × 19 ET 57 HA: 265/40 ZR 19 auf 9,5J × 19 ET 45 | VA: 235/35 ZR 20 auf 8J × 20 ET 57 HA: 265/35 ZR 20 auf 9,5J × 20 ET45 | VA: 235/35 ZR 20 auf 8,5J × 20 ET 57 HA: 265/35 ZR 20 auf 10,5J × 20 ET 47                                                                                                   |
| Leergewicht:                    | 1330 kg/1360 kg (DIN) 1405 kg/1435 kg (EG) | 1340 kg/1370 kg (DIN) 1415 kg/1445 kg (EG) | 1345 kg/1375 kg (DIN) 1420 kg/1450 kg (EG) | 1315 kg (DIN) 1390 kg (EG) |
| Höchstgeschwindigkeit:          | 264 km/h PDK: 262 km/h | 279 km/h PDK: 277 km/h | 281 km/h PDK: 279 km/h | 290 km/h |
| Beschleunigung, 0–100 km/h:     | 5,8 s PDK: 5,7 s | 5,1 s PDK: 5,0 s PDK + Sport Chrono: 4,8 s | 5,0 s PDK: 4,9 s | 4,5 s |
| Kraftstoffverbrauch auf 100 km: | 8,4 l PDK: 7,9 l | 9,0 l PDK: 8,2 l | 9,0 l PDK: 8,2 l | 9,9 l |
| CO2-Emission g/km:              | 195 PDK: 183 | 211 PDK: 190 | 211 PDK: 190 | 230 |

### 982 Boxster

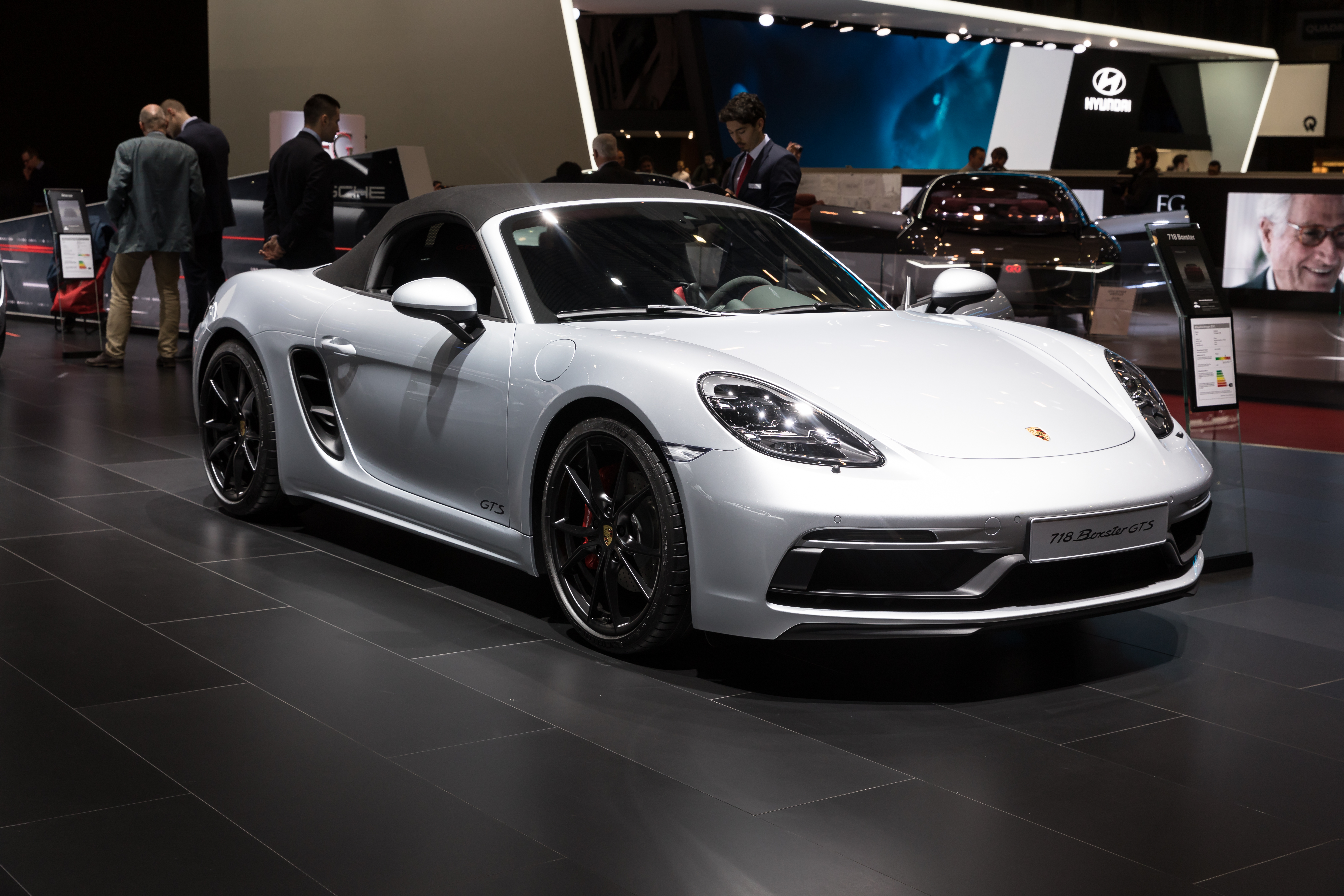
718 Boxster GTS

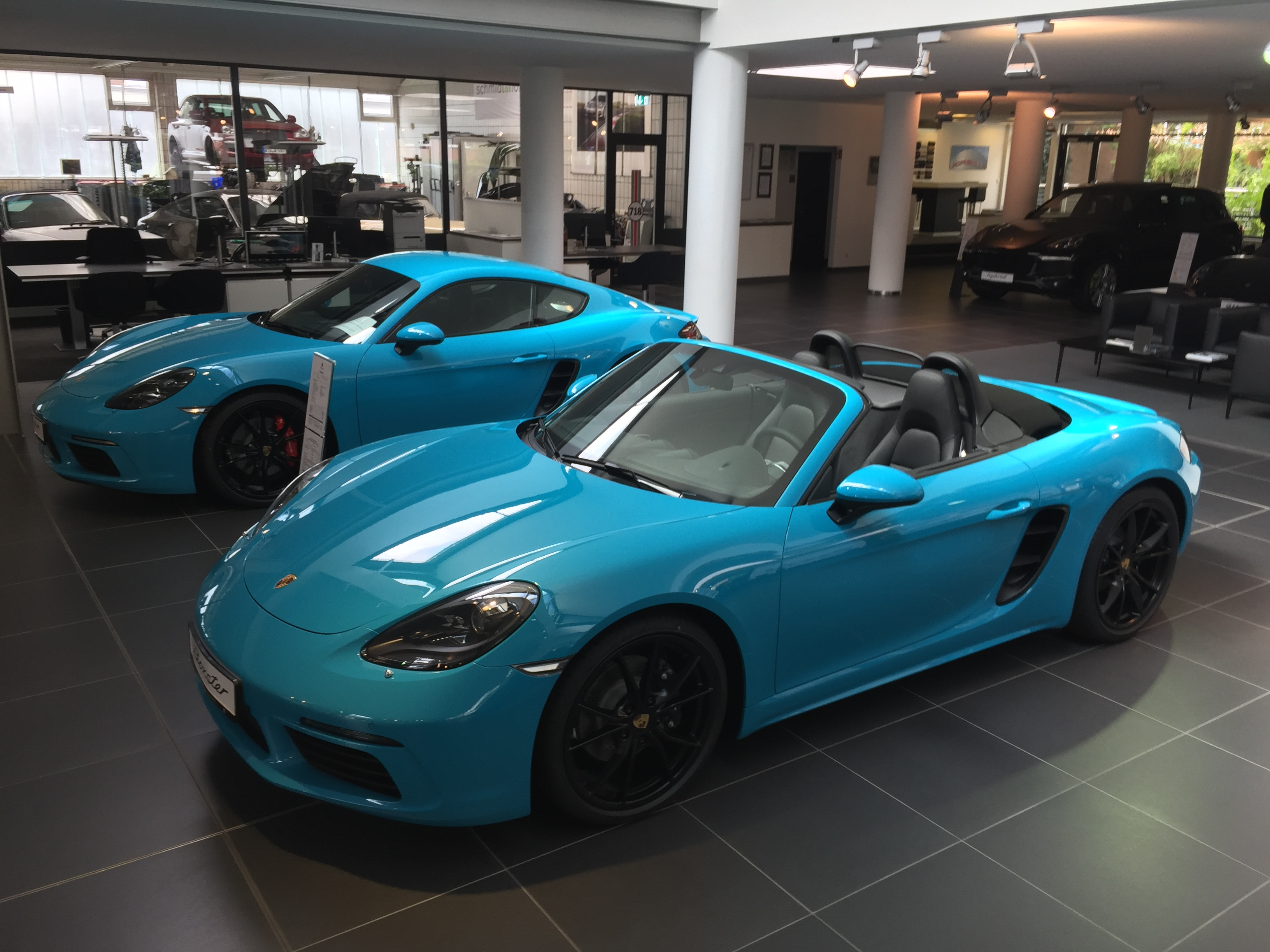
Porsche 718 Boxster und Cayman (2017)

|                                 | 718 Boxster                                                   | 718 Boxster T                                                | 718 Boxster S                                                | 718 Boxster GTS                                              | 718 Boxster GTS 4.0                                              | 718 Boxster Spyder                                             | 718 Boxster Spyder RS                               |
| ------------------------------- | ------------------------------------------------------------- | ------------------------------------------------------------ | ------------------------------------------------------------ | ------------------------------------------------------------ | ---------------------------------------------------------------- | -------------------------------------------------------------- | --------------------------------------------------- |
| Bauzeitraum:                    | ab Mj. 2016                                                   | ab Mj. 2019 bis 2023                                         | ab Mj. 2016                                                  | ab Mj. 2017 bis 2020                                         | ab Mj. 2020                                                      | ab Mj. 2019 bis 2023                                           | ab Mj. 2024                                         |
| Motor:                          | Vierzylinder-Boxermotor (Viertakt) als Mittelmotor            | Vierzylinder-Boxermotor (Viertakt) als Mittelmotor           | Vierzylinder-Boxermotor (Viertakt) als Mittelmotor           | Vierzylinder-Boxermotor (Viertakt) als Mittelmotor           | Sechszylinder-Boxermotor (Viertakt) als Mittelmotor              | Sechszylinder-Boxermotor (Viertakt) als Mittelmotor            | Sechszylinder-Boxermotor (Viertakt) als Mittelmotor |
| Motoraufladung:                 | Turbolader                                                    | Turbolader                                                   | Turbolader mit variabler Turbinen-Geometrie (VTG)            | Turbolader mit variabler Turbinen-Geometrie (VTG)            | —                                                                | —                                                              | —                                                   |
| Hubraum:                        | 1988 cm³                                                      | 1988 cm³                                                     | 2497 cm³                                                     | 2497 cm³                                                     | 3996 cm³                                                         | 3996 cm³                                                       | 3996 cm³                                            |
| Leistung bei 1/min:             | 220 kW (300 PS)/6500                                          | 220 kW (300 PS)/6500                                         | 257 kW (350 PS)/6500                                         | 269 kW (365 PS)/6500                                         | 294 kW (400 PS)/7000                                             | 309 kW (420 PS)/7600                                           | 368 kW (500 PS)/8400                                |
| Max. Drehmoment bei 1/min:      | 380 Nm/1950–4500                                              | 380 Nm/2150–4500                                             | 420 Nm/2100–4500                                             | 420 Nm/1900–5500 PDK: 430 Nm/2100–5000                       | 420 Nm/ 5000–6500 430 Nm (PDK)                                   | 420 Nm/ 5000–6800 430 Nm (PDK)                                 | 450 Nm/ 6750                                        |
| Verdichtung:                    | 9,5 : 1                                                       | 9,5 : 1                                                      | 9,5 : 1                                                      | 9,5 : 1                                                      | 12,5 : 1                                                         | 12,5 : 1                                                       | 12,5 : 1                                            |
| Getriebe:                       | 6-Gang-Schaltgetriebe                                         | 6-Gang-Schaltgetriebe                                        | 6-Gang-Schaltgetriebe                                        | 6-Gang-Schaltgetriebe                                        | 6-Gang-Schaltgetriebe                                            | 6-Gang-Schaltgetriebe                                          | 7-Gang-PDK                                          |
| Getriebe optional:              | 7-Gang-PDK                                                    | 7-Gang-PDK                                                   | 7-Gang-PDK                                                   | 7-Gang-PDK                                                   | 7-Gang-PDK (seit 09/2020)                                        | 7-Gang-PDK (seit 09/2020)                                      | —                                                   |
| Antrieb:                        | Hinterradantrieb                                              | Hinterradantrieb                                             | Hinterradantrieb                                             | Hinterradantrieb                                             | Hinterradantrieb                                                 | Hinterradantrieb                                               | Hinterradantrieb                                    |
| Bremsen:                        | innenbelüftete Scheibenbremsen, ABS                           | innenbelüftete Scheibenbremsen, ABS                          | innenbelüftete Scheibenbremsen, ABS                          | innenbelüftete Scheibenbremsen, ABS                          | innenbelüftete Scheibenbremsen, ABS                              | innenbelüftete Scheibenbremsen, ABS                            | innenbelüftete Scheibenbremsen, ABS                 |
| Maße L × B × H:                 | 4379 × 1801 × 1281 mm                                         | 4379 × 1801 × 1262 mm                                        | 4379 × 1801 × 1280 mm                                        | 4379 × 1801 × 1272 mm                                        | 4405 × 1801 × 1276 mm                                            | 4430 × 1801 × 1258 mm                                          | 4418 × 1822 × 1252 mm                               |
| Radstand:                       | 2475 mm                                                       | 2475 mm                                                      | 2475 mm                                                      | 2475 mm                                                      | 2475 mm                                                          | 2484 mm                                                        | 2482 mm                                             |
| Wendekreis:                     | 11,00 m                                                       | 11,00 m                                                      | 11,00 m                                                      | 11,00 m                                                      | 11,00 m                                                          | 11,00 m                                                        | 11,00 m                                             |
| Reifen/Felgen:                  | VA: 235/45 ZR 18 auf 8 J × 18 HA: 265/45 ZR 18 auf 9,5 J × 18 | VA: 235/35 ZR 20 auf 8 J x 20 HA: 265/35 ZR 20 auf 10 J x 20 | VA: 235/40 ZR 19 auf 8 J × 19 HA: 265/40 ZR 19 auf 10 J × 19 | VA: 235/35 ZR 20 auf 8 J × 20 HA: 265/35 ZR 20 auf 10 J × 20 | VA: 235/35 ZR 20 auf 8,5 J × 20 HA: 265/35 ZR 20 auf 10,5 J × 20 | VA: 245/35 ZR 20 auf 8,5 J × 20 HA: 295/30 ZR 20 auf 11 J × 20 |                                                     |
| Leergewicht:                    | 1335 kg (DIN) 1410 kg (EG)                                    | 1350 kg (DIN) 1425 kg (EG)                                   | 1355 kg (DIN) 1430 kg (EG)                                   | 1375 kg (DIN) 1450 kg (EG)                                   | 1405 kg (DIN) 1480 kg (EG)                                       | 1420 kg (DIN) 1495 kg (EG)                                     | 1410 kg (DIN) 1485 kg (EG)                          |
| Höchstgeschwindigkeit:          | 275 km/h                                                      | 275 km/h                                                     | 285 km/h                                                     | 290 km/h                                                     | 293 km/h                                                         | 301 km/h                                                       | 308 km/h                                            |
| Beschleunigung, 0–100 km/h:     | 5,1 s PDK: 4,7–4,5 s                                          | 5,1 s PDK: 4,9–4,7 s                                         | 4,6 s PDK: 4,4–4,2 s                                         | 4,6 s PDK: 4,3–4,1 s                                         | 4,5 s PDK: 4,0 s                                                 | 4,4 s PDK: 3,9 s                                               | 3,4 s                                               |
| Kraftstoffverbrauch auf 100 km: | 8,1 l PDK: 7,9 l                                              | 8,2 PDK: 7,9 l                                               | 9,2 l PDK: 8,5 l                                             | 9,2 l PDK: 8,5 l                                             | 10,8 l PDK: 9,6 l                                                | 10,9 l PDK: 10,2 l                                             | 13,0 l                                              |
| CO2-Emission g/km:              | 186 PDK: 180                                                  | 187 PDK: 181                                                 | 210 PDK: 194                                                 | 210 PDK: 195                                                 | 246 PDK: 219                                                     | 249 PDK: 232                                                   | 294                                                 |

## Absatz- und Produktionszahlen
Ab 2012 gemeinsame Produktionszahlenangaben Boxster/Cayman
| Halbjahr      | Absatz (Fahrzeuge) | Gesamtproduktion (Fahrzeuge) |
| ------------- | ------------------ | ---------------------------- |
| 1995/1996     | 19                 | 82                           |
| 1996/1997     | 15.876             | 15.902                       |
| 1997/1998     | 18.817             | 18.887                       |
| 1998/1999     | 20.892             | 22.063                       |
| 1999/2000     | 25.747             | 25.865                       |
| 2000/2001     | 27.865             | 28.457                       |
| 2001/2002     | 21.897             | 21.989                       |
| 2002/2003     | 18.411             | 18.788                       |
| 2003/2004     | 12.988             | 13.462                       |
| 2004/2005     | 18.009             | 20.321                       |
| 2005/2006     | 27.906             | 30.680                       |
| 2006/2007     | 26.146             | 26.712                       |
| 2007/2008     | 21.747             | 22.356                       |
| 2008/2009     | 13.140             | 14.403                       |
| 2009/2010     | 11.717             | 12.255                       |
| 2010 komplett | 12.348             | 12.061                       |
| 2011          | 11.280             | 12.207                       |
| 2012          | 11.740             | 13.316 (6.839)               |
| 2013          | 14.730             | 15.229 (28.996)              |
| 2014          |                    | 23.211                       |
| 2015          |                    | 21.978                       |
| 2016          |                    | 24.882                       |
| 2017          |                    | 26.427                       |
| 2018          |                    | 23.658                       |
| 2019          |                    | 19.263                       |
| 2020          |                    | 22.655                       |
| 2021          |                    | 18.472                       |
| 2022          | 18.203             |                              |